# European Beer Star
L'European Beer Star Award è un premio creato nel 2004 dalle associazioni Private Brauereien Deutschland (birrifici posseduti da privati in Germania), Private Brauereien Bayern (birrifici posseduti da privati in Baviera), e Association of Small and Independent Breweries of Europe (associazione dei piccoli e indipendenti birrifici europei), per riconoscere la qualità e il gusto delle birre.

## Prodotti e giuria
Si possono registrare alla competizione le birre prodotte da piccoli produttori locali/regionali di tutto il mondo. Nel 2008 hanno partecipato 688 birre provenienti da 42 nazioni, non solo dall'Europa ma anche dal Nord America, Australia, Namibia, Perù, Brasile, El Salvador, Thailandia, Laos, Cile e Colombia.
I prodotti vengono giudicati da una giuria internazionale di esperti di birra. Nell'edizione del 2008 la giuria era composta da 65 esperti assaggiatori provenienti 16 paesi.

## Registrazione e valutazione
La registrazione dei concorrenti inizia ogni anno in aprile e si conclude in agosto. La degustazione al buio degli esperti ha luogo in ottobre. Inoltre i visitatori della fiera "BRAU Beviale" di Norimberga possono indicare la loro preferenza nel mese di novembre.
I criteri di valutazione sono principalmente la presentazione, l'aroma e il sapore. A seconda della categoria i prodotti devono soddisfare alcuni criteri specifici, come il colore, il corpo, la schiuma, la torbidezza, il sapore del malto e del luppolo.

## I premi
Dopo la valutazione, le birre vengono premiate nelle rispettive categorie con una medaglia di bronzo, d'argento o d'oro. Dopo la premiazione da parte degli esperti, i visitatori della fiera "BRAU Beviale" di Norimberga avranno l'opportunità di scegliere la loro birra favorita, fra tutte quelle premiate con la medaglia d'oro, in una degustazione al buio per il pubblico.
I premi vengono assegnati durante la BRAU Beviale in una cerimonia apposita, e nella stessa cerimonia viene anche premiata la birra scelta dal pubblico nella speciale categoria Consumers' Favourite.

## Premi assegnati

### Altbier nello stile di Düsseldorf
| Anno | Medaglia | Birra               | Birrificio                 | Città                    |
| ---- | -------- | ------------------- | -------------------------- | ------------------------ |
| 2007 | Oro      | Schwelmer Alt       | Brauerei Schwelm           | Schwelm, Germania        |
|      | Argento  | Barre Alt           | Privatbrauerei Ernst Barre | Lübbecke, Germania       |
|      | Bronzo   | Boston Ale          | Boston Beer Company        | Boston, USA              |
| 2008 | Oro      | Barre Alt           | Privatbrauerei Ernst Barre | Lübbecke, Germania       |
|      | Argento  | Boston Ale          | Boston Beer Company        | Boston, USA              |
|      | Bronzo   | Alaskan Amber       | Alaskan Brewing Company    | Juneau, USA              |
| 2010 | Oro      | Barre Alt           | Privatbrauerei Ernst Barre | Lübbecke, Germania       |
|      | Argento  | Schwelmer Alt       | Brauerei Schwelm           | Schwelm, Germania        |
| 2011 | Oro      | Barre Alt           | Privatbrauerei Ernst Barre | Lübbecke, Germania       |
|      | Argento  | Bamberg Altbier     | Cervejaria Bamberg         | Votorantim, Brasile      |
|      | Bronzo   | Shiner Old Time Alt | Spoetzl Brewery            | Shiner, USA              |
| 2012 | Oro      | Original Schlüssel  | Hausbrauerei Zum Schlüssel | Düsseldorf, Germania     |
|      | Argento  | Bolten´s Alt        | Privatbrauerei Bolten      | Korschenbroich, Germania |
|      | Bronzo   | Alt                 | Warabiza                   | Senboku, Giappone        |
| 2013 | Oro      | Alt                 | Warabiza                   | Senboku, Giappone        |
|      | Argento  | Bamberg Altbier     | Cervejaria Bamberg         | Votorantim, Brasile      |
|      | Bronzo   | TreeHugger          | Terrapin Beer Company      | Athens, USA              |

### Birra affumicata
Nell'edizione 2006 questa categoria aveva il nome di Rauchbier nello stile di Bamberga.
| Anno | Medaglia | Birra                          | Birrificio                     | Città                       |
| ---- | -------- | ------------------------------ | ------------------------------ | --------------------------- |
| 2006 | Oro      | Göller Rauchbier               | Brauerei Göller                | Zeil am Main, Germania      |
|      | Argento  | Weiherer Rauch                 | Brauerei Kundmüller            | Viereth-Trunstadt, Germania |
|      | Bronzo   | Rittmayer Rauchbier (Raiterla) | Brauerei Rittmayer             | Hallerndorf, Germania       |
| 2007 | Oro      | Hallerndorfer Rauchbier        | Brauerei Rittmayer             | Hallerndorf, Germania       |
|      | Argento  | Redoak Rauch                   | Redoak Brewery                 | Sydney, Australia           |
|      | Bronzo   | Alaskan Smoked Porter          | Alaskan Brewing Company        | Juneau, USA                 |
| 2008 | Oro      | Rauchbier                      | Brauerei Rittmayer             | Hallerndorf, Germania       |
|      | Argento  | Smoked Ale                     | Rogue Ales Brewery             | Newport, USA                |
|      | Bronzo   | Redoak Rauch                   | Redoak Brewery                 | Sydney, Australia           |
| 2009 | Oro      | Rauchbier                      | Brauerei Rittmayer             | Hallerndorf, Germania       |
|      | Argento  | Bamberg Rauchbier              | Cervejaria Bamberg             | Votorantim, Brasile         |
|      | Bronzo   | Göller Rauchbier               | Brauerei Göller                | Zeil am Main, Germania      |
| 2010 | Oro      | Alaskan Smoked Porter          | Alaskan Brewing Company        | Juneau, USA                 |
|      | Argento  | Rauchbier                      | Brauerei Rittmayer             | Hallerndorf, Germania       |
|      | Bronzo   | Weiherer Rauch                 | Brauerei Kundmüller            | Viereth-Trunstadt, Germania |
| 2011 | Oro      | Krenkerup Rauch                | Krenkerup Brauerei             | Sakskøbing, Danimarca       |
|      | Argento  | Smoked Ale                     | Rogue Ales Brewery             | Newport, USA                |
|      | Bronzo   | Rauchbier                      | Brauerei Rittmayer             | Hallerndorf, Germania       |
| 2012 | Oro      | Weiherer Rauch                 | Brauerei Kundmüller            | Viereth-Trunstadt, Germania |
|      | Argento  | Bamberg Rauchbier              | Cervejaria Bamberg             | Votorantim, Brasile         |
|      | Bronzo   | Prykmestar Savu 5,5%           | Vakka-Suomen Panimo Osakeyhtiö | Uusikaupunki, Finlandia     |
| 2013 | Oro      | Wedding Rauch                  | Birrificio del Ducato          | Roncole Verdi, Italia       |
|      | Argento  | Alaskan Smoked Porter          | Alaskan Brewing Company        | Juneau, USA                 |
|      | Bronzo   | Bamberg Rauchbier              | Cervejaria Bamberg             | Votorantim, Brasile         |

### Birra al miele
| Anno | Medaglia | Birra                      | Birrificio                                             | Città                              |
| ---- | -------- | -------------------------- | ------------------------------------------------------ | ---------------------------------- |
| 2004 | Oro      | Black Hill                 | Pivovar Černá Hora                                     | Černá Hora, Repubblica Ceca        |
|      | Argento  | Odin-Trunk                 | Schlossbrauerei Fürstlich Drehna der Germania Brauerei | Fürstlich Drehna, Germania         |
| 2005 | Oro      | Black Hill                 | Pivovar Černá Hora                                     | Černá Hora, Repubblica Ceca        |
|      | Argento  | Odin-Trunk                 | Schlossbrauerei Fürstlich Drehna der Germania Brauerei | Fürstlich Drehna, Germania         |
| 2006 | Oro      | Samuel Adams Honey Porter  | Boston Beer Company                                    | Boston, USA                        |
|      | Argento  | Hochland Honigbier         | Brauerei Hofstetten Krammer                            | Sankt Martin im Mühlkreis, Austria |
|      | Bronzo   | Black Hill                 | Pivovar Černá Hora                                     | Černá Hora, Repubblica Ceca        |
| 2007 | Oro      | Koning Honing              | Stichting Noord-Hollandse Alternatieve Bierbrouwers    | Purmerend, Paesi Bassi             |
|      | Argento  | Hochland-BIO-Honigbier     | Brauerei Hofstetten Krammer                            | Sankt Martin im Mühlkreis, Austria |
|      | Bronzo   | Samuel Adams Honey Porter  | Boston Beer Company                                    | Boston, USA                        |
| 2008 | Oro      | Dundee Honey Brown         | High Falls Brewery                                     | Rochester, USA                     |
|      | Argento  | Honey Porter               | Boston Beer Company                                    | Boston, USA                        |
|      | Bronzo   | Honey Blonde               | Firestone Walker Brewery                               | Paso Robles, USA                   |
| 2009 | Oro      | Honey Porter               | Boston Beer Company                                    | Boston, USA                        |
|      | Argento  | Midas Touch                | Dogfish Head Craft Brewery                             | Milton, USA                        |
|      | Bronzo   | Mission Street Honey Blond | Firestone Walker Brewery                               | Paso Robles, USA                   |
| 2010 | Oro      | Mission Street Honey Blond | Firestone Walker Brewery                               | Paso Robles, USA                   |
|      | Argento  | Barbar                     | Brasserie Lefebvre                                     | Quenast, Belgio                    |
|      | Bronzo   | Samuel Adams Honey Porter  | Boston Beer Company                                    | Boston, USA                        |
| 2011 | Oro      | Samuel Adams Honey Porter  | Boston Beer Company                                    | Boston, USA                        |
|      | Argento  | Brauhaus Honey Brown Ale   | Brauhaus Sternen                                       | Frauenfeld, Svizzera               |
|      | Bronzo   | Midas Touch                | Dogfish Head Craft Brewery                             | Milton, USA                        |
| 2012 | Oro      | Barbar                     | Brasserie Lefebvre                                     | Quenast, Belgio                    |
|      | Argento  | Midas Touch                | Dogfish Head Craft Brewery                             | Milton, USA                        |
|      | Bronzo   | Orkiszowe z Miodem         | Browar Kormoran                                        | Olsztyn, Polonia                   |
| 2013 | Oro      | Honeygold                  | Grauballe Bryghus                                      | Silkeborg, Danimarca               |
|      | Argento  | Koning Honing              | Stichting Noord-Hollandse Alternatieve Bierbrouwers    | Purmerend, Paesi Bassi             |
|      | Bronzo   | Melita                     | Birrificio La Gastaldia                                | Pieve di Soligo, Italia            |

### Birra a bassa fermentazione prodotta con cereali alternativi
Nell'edizione del 2008 la categoria si è chiamata birra a bassa fermentazione prodotta con cereali o in campi di coltura alternativi.
| Anno | Medaglia | Birra                                    | Birrificio                                           | Città                     |
| ---- | -------- | ---------------------------------------- | ---------------------------------------------------- | ------------------------- |
| 2008 | Oro      | Genesee Beer                             | High Falls Brewery                                   | Rochester, USA            |
|      | Argento  | Harnas                                   | Carlsberg Polska Sp. z.o.o.                          | Varsavia, Polonia         |
|      | Bronzo   | Sonnenbräu Rheintaler Maisbier Ribelgold | Sonnenbräu                                           | Rebstein, Svizzera        |
| 2009 | Oro      | Cerveza Pilsener                         | Industrias La Constancia S.a. de CV - Sabmiller PLC. | San Salvador, El Salvador |
|      | Argento  | Coedo Beniaka                            | Coedo Brewery Kyodoshoji Corporation                 | Kawagoe, Giappone         |
|      | Bronzo   | Okocim Premium Pils                      | Carlsberg Polska Sp. z.o.o.                          | Varsavia, Polonia         |
| 2010 | Oro      | Coedo Beniaka                            | Coedo Brewery Kyodoshoji Corporation                 | Kawagoe, Giappone         |
|      | Argento  | Rechitskoe Svetloe                       | Syabar Brewing Company                               | Minsk, Bielorussia        |
| 2011 | Oro      | Burger Beer                              | European Food                                        | Drăgănești, Romania       |
|      | Argento  | Indian Dunkel                            | Boris Brewery                                        | Jeju, Corea del Sud       |
|      | Bronzo   | Edelguss                                 | Brauerei Gusswerk                                    | Salisburgo, Austria       |
| 2012 | Oro      | Coedo Beniaka                            | Coedo Brewery Kyodoshoji Corporation                 | Kawagoe, Giappone         |
|      | Argento  | Vikinga Negra - Indian Dunkel            | Boris Brewery                                        | Jeju, Corea del Sud       |
|      | Bronzo   | Aleksandrya                              | OJSC Krinitsa                                        | Minsk, Bielorussia        |
| 2013 | Oro      | Redoak Winter in the Rye                 | Redoak Brewery                                       | Sydney, Australia         |
|      | Argento  | Saison du Tracteur                       | Microbrasserie Le Trou du diable                     | Shawinigan, Canada        |
|      | Bronzo   | Cambodia Beer                            | Khmer Brewery                                        | Phnom Penh, Cambogia      |

### Birra ad alta fermentazione prodotta con cereali alternativi
Fino all'edizione del 2008 la categoria si è chiamata birra ad alta fermentazione prodotta con cereali o in campi di coltura alternativi.
| Anno | Medaglia | Birra                         | Birrificio                        | Città                               |
| ---- | -------- | ----------------------------- | --------------------------------- | ----------------------------------- |
| 2007 | Oro      | Unertl Bio-Dinkel Weisse      | Weißbräu Unertl                   | Mühldorf a.Inn, Germania            |
|      | Argento  | Distelhäuser Dinkel           | Distelhäuser Brauerei Ernst Bauer | Tauberbischofsheim, Germania        |
|      | Bronzo   | La Bianca                     | Apostelbräu                       | Hauzenberg, Germania                |
| 2008 | Oro      | Unertl Bio-Dinkel Weisse      | Weißbräu Unertl                   | Mühldorf a.Inn, Germania            |
|      | Argento  | Distelhäuser Dinkel           | Distelhäuser Brauerei Ernst Bauer | Tauberbischofsheim, Germania        |
|      | Bronzo   | Gulpener Korenwolf white beer | B.V. Gulpener Bierbrouwerij       | Gulpen, Paesi Bassi                 |
| 2009 | Oro      | Inedit                        | S. A. Damm                        | Barcellona, Spagna                  |
|      | Argento  | Distelhäuser Dinkel           | Distelhäuser Brauerei Ernst Bauer | Tauberbischofsheim, Germania        |
|      | Bronzo   | Alsfelder Landdinkel Bio      | Brauerei Alsfeld                  | Alsfeld, Germania                   |
| 2010 | Oro      | Störtebeker Roggen - Weizen   | Stralsunder Brauerei              | Stralsund, Germania                 |
|      | Argento  | Distelhäuser Dinkel           | Distelhäuser Brauerei Ernst Bauer | Tauberbischofsheim, Germania        |
|      | Bronzo   | Schalchner 5-Korn             | Weissbräu Schwendl                | Tacherting, Germania                |
| 2011 | Oro      | Distelhäuser Dinkel           | Distelhäuser Brauerei Ernst Bauer | Tauberbischofsheim, Germania        |
|      | Argento  | Unertl Bio-Dinkel Weisse      | Weißbräu Unertl                   | Mühldorf a.Inn, Germania            |
|      | Bronzo   | Schalchner 5-Korn             | Weissbräu Schwendl                | Tacherting, Germania                |
| 2012 | Oro      | Schalchner 5-Korn             | Weissbräu Schwendl                | Tacherting, Germania                |
|      | Argento  | Störtebeker Roggen - Weizen   | Störtebeker Braumanufaktur        | Stralsund, Germania                 |
|      | Bronzo   | Distelhäuser Dinkel           | Distelhäuser Brauerei Ernst Bauer | Tauberbischofsheim, Germania        |
| 2013 | Oro      | Neumarkter Lammsbräu Dinkel   | Neumarkter Lammsbräu              | Neumarkt in der Oberpfalz, Germania |
|      | Argento  | Rebuffone                     | Manerba Brewery                   | Manerba del Garda, Italia           |
|      | Bronzo   | Schalchner 5-Korn             | Weissbräu Schwendl                | Tacherting, Germania                |

### Birra delle festività in stile tedesco
Fino all'edizione 2009 questa categoria si chiamava semplicemente birra delle festività.
| Anno | Medaglia | Birra                         | Birrificio                              | Città                             |
| ---- | -------- | ----------------------------- | --------------------------------------- | --------------------------------- |
| 2006 | Oro      | Commerzienrat Riegele Privat  | Brauhaus Riegele                        | Augusta, Germania                 |
|      | Argento  | Egils Premium                 | The Brewery Egill Skallagrimsson        | Reykjavík, Islanda                |
|      | Bronzo   | Faust Festbier                | Brauhaus Faust                          | Miltenberg, Germania              |
| 2007 | Oro      | Commerzienrat Riegele Privat  | Brauhaus Riegele                        | Augusta, Germania                 |
|      | Argento  | Pfaffengold                   | Privatbrauerei Stöttner                 | Mallersdorf-Pfaffenberg, Germania |
|      | Bronzo   | Kaltenberg Spezial            | König Ludwig Schlossbrauerei Kaltenberg | Fürstenfeldbruck, Germania        |
| 2008 | Oro      | Commerzienrat Riegele Privat  | Brauhaus Riegele                        | Augusta, Germania                 |
|      | Argento  | Fürstentrunk                  | Hofbräuhaus Traunstein Josef Sailer     | Traunstein, Germania              |
|      | Bronzo   | Eittinger Spezial             | Eittinger Fischerbräu                   | Eitting, Germania                 |
| 2009 | Oro      | Trucht'linger Doppelbock      | Hofbräuhaus Traunstein Josef Sailer     | Traunstein, Germania              |
|      | Argento  | Faust Festbier                | Brauhaus Faust                          | Miltenberg, Germania              |
|      | Bronzo   | Wiethaler Goldstoff Hell      | Brauerei Wiethaler                      | Neunhof, Germania                 |
| 2010 | Oro      | Commerzienrat Riegele Privat  | Brauhaus Riegele                        | Augusta, Germania                 |
|      | Argento  | Festbier                      | Brauerei Wagner                         | Merkendorf, Germania              |
|      | Bronzo   | Flötzinger Bräu Wies`n Märzen | Flötzinger Brauerei Franz Steegmüller   | Rosenheim, Germania               |
| 2011 | Oro      | Spezialbier Edel              | Aktienbrauerei Kaufbeuren               | Kaufbeuren, Germania              |
|      | Argento  | Flötzinger Bräu Wies`n Märzen | Flötzinger Brauerei Franz Steegmüller   | Rosenheim, Germania               |
|      | Bronzo   | Festbier                      | Brauerei Wagner                         | Merkendorf, Germania              |
| 2012 | Oro      | Brauer Schorschs Haustrunk    | Hütt Brauerei Bettenhäuser              | Baunatal, Germania                |
|      | Argento  | Spezialbier Edel              | Aktienbrauerei Kaufbeuren               | Kaufbeuren, Germania              |
|      | Bronzo   | Weihnachtsbier                | Alpirsbacher Klosterbräu Glauner        | Alpirsbach, Germania              |
| 2013 | Oro      | Müllerbräu Festbier           | Müllerbräu                              | Pfaffenhofen an der Ilm, Germania |
|      | Argento  | Greif-Anna-Festbier           | Brauerei Josef Greif                    | Forchheim, Germania               |
|      | Bronzo   | Aktien Edel                   | Aktienbrauerei Kaufbeuren               | Kaufbeuren, Germania              |

### Birra forte invecchiata in botti di legno
| Anno | Medaglia | Birra                                            | Birrificio                       | Città                   |
| ---- | -------- | ------------------------------------------------ | -------------------------------- | ----------------------- |
| 2011 | Oro      | Samuel Adams Utopias 2011                        | Boston Beer Company              | Boston, USA             |
|      | Argento  | Imperial Eclipse Stout                           | FiftyFifty Brewing Company       | Truckee, USA            |
|      | Bronzo   | Riegele Imperial - Riserva 2011 - Sherry Edition | Brauhaus Riegele                 | Augusta, Germania       |
| 2012 | Oro      | Imperial Eclipse Stout-Grand Cru 2011            | FiftyFifty Brewing Company       | Truckee, USA            |
|      | Argento  | Mother of All Storms                             | Pelican Pub & Brewery            | Pacific City, USA       |
|      | Bronzo   | Imperatrice                                      | Microbrasserie Le Trou du diable | Shawinigan, Canada      |
| 2013 | Oro      | Saint Bob's Bourbon Barrel Aged Imperial Stout   | Il Vicino Brewing Company        | Albuquerque, USA        |
|      | Argento  | Mother of All Storms                             | Pelican Pub & Brewery            | Pacific City, USA       |
|      | Bronzo   | 3 Lobos Bravo                                    | Cervejaria Backer                | Belo Horizonte, Brasile |

### Birra scura in stile europeo
| Anno | Medaglia | Birra                               | Birrificio                                                   | Città                        |
| ---- | -------- | ----------------------------------- | ------------------------------------------------------------ | ---------------------------- |
| 2004 | Oro      | Altbayrisch Dunkel                  | Gritschenbräu                                                | Schrobenhausen, Germania     |
|      | Argento  | Wieninger Dunkles Lagerbier Premium | Privatbrauerei M. C. Wieninger                               | Teisendorf, Germania         |
|      | Bronzo   | Kloster Seeon Urdunkel              | Schlossbrauerei Stein Wiskott                                | Stein an der Traun, Germania |
| 2005 | Oro      | Unterbaarer Dunkel                  | Schlossbrauerei Unterbaar Albrecht Freiherr Groß von Trockau | Baar, Germania               |
|      | Argento  | Schlappeseppel Urbräu               | Eder & Heylands Brauerei                                     | Großostheim, Germania        |
|      | Bronzo   | König Ludwig Dunkel                 | König Ludwig Schlossbrauerei Kaltenberg                      | Fürstenfeldbruck, Germania   |
| 2006 | Oro      | Unterbaarer Dunkel                  | Schlossbrauerei Unterbaar Albrecht Freiherr Groß von Trockau | Baar, Germania               |
|      | Argento  | Deil Öko Dunkel                     | Privatbrauerei Deil                                          | Osterberg, Germania          |
|      | Bronzo   | Eittinger Urtyp Dunkel              | Eittinger Fischerbräu                                        | Eitting, Germania            |
| 2007 | Oro      | Ottenbräu 1348 Dunkles Lager        | Brauerei Ottenbräu                                           | Abensberg, Germania          |
|      | Argento  | Altbairisch Dunkel                  | Brauerei Aying                                               | Aying, Germania              |
|      | Bronzo   | Unterbaarer Dunkel                  | Schlossbrauerei Unterbaar Albrecht Freiherr Groß von Trockau | Baar, Germania               |
| 2008 | Oro      | Ottenbräu 1348 Dunkles Lager        | Brauerei Ottenbräu                                           | Abensberg, Germania          |
|      | Argento  | Göller Dunkel                       | Brauerei Göller                                              | Zeil am Main, Germania       |
|      | Bronzo   | Kloster Dunkel                      | Klosterbrauerei Ettal                                        | Ettal, Germania              |
| 2009 | Oro      | Wilderer Dunkel                     | Brauerei Gasthof Eck e.K                                     | Böbrach, Germania            |
|      | Argento  | Schwarzbräu Dunkel                  | Schwarzbräu                                                  | Zusmarshausen, Germania      |
|      | Bronzo   | Riegele Aechtes Dunkel              | Brauhaus Riegele                                             | Augusta, Germania            |
| 2010 | Oro      | Freudenberger Dunkel                | Brauerei Alwin Märkl                                         | Freudenberg, Germania        |
|      | Argento  | Riegele Aechtes Dunkel              | Brauhaus Riegele                                             | Augusta, Germania            |
|      | Bronzo   | Nothelfer Trunk Export dunkel       | Brauerei Trunk                                               | Bad Staffelstein, Germania   |
| 2011 | Oro      | Richard Wagner Dunkel               | Brauerei Wagner                                              | Merkendorf, Germania         |
|      | Argento  | Flötzinger Bräu Dunkel Export       | Flötzinger Brauerei Franz Steegmüller                        | Rosenheim, Germania          |
|      | Bronzo   | Riegele Aechtes Dunkel              | Brauhaus Riegele                                             | Augusta, Germania            |
| 2012 | Oro      | Riegele Aechtes Dunkel              | Brauhaus Riegele                                             | Augusta, Germania            |
|      | Argento  | Kloster Dunkel                      | Alpirsbacher Klosterbräu Glauner                             | Alpirsbach, Germania         |
|      | Bronzo   | Flötzinger Bräu Dunkel Export       | Flötzinger Brauerei Franz Steegmüller                        | Rosenheim, Germania          |
| 2013 | Oro      | Spital Dunkel                       | Spitalbrauerei Regensburg                                    | Ratisbona, Germania          |
|      | Argento  | Riegele Aechtes Dunkel              | Brauhaus Riegele                                             | Augusta, Germania            |
|      | Bronzo   | Freudenberger Dunkel                | Brauerei Alwin Märkl                                         | Freudenberg, Germania        |

### Birra speziata o alle erbe
| Anno | Medaglia | Birra                        | Birrificio                      | Città                       |
| ---- | -------- | ---------------------------- | ------------------------------- | --------------------------- |
| 2007 | Oro      | Hennepin Farmhouse Saison    | Brewery Ommegang                | Cooperstone, USA            |
|      | Argento  | Samuel Adams Old Fezziwig    | Boston Beer Company             | Boston, USA                 |
|      | Bronzo   | Arsenalnoye Hardened         | Baltika Brewery                 | San Pietroburgo, Russia     |
| 2008 | Oro      | Fynsk Forar                  | Ørbæk Bryggeri                  | Ørbæk, Danimarca            |
|      | Argento  | Shipyard Pumpkinhead Ale     | Shipyard Brewing Company        | Portland, USA               |
|      | Bronzo   | Winter Solstice Seasonal Ale | Anderson Valley Brewing Company | Boonville, USA              |
| 2009 | Oro      | Jopen Koyt                   | Jopenkerk Bierbrouwerij         | Haarlem, Paesi Bassi        |
|      | Argento  | Alaskan White                | Alaskan Brewing Company         | Juneau, USA                 |
|      | Bronzo   | Black Hill                   | Pivovar Černá Hora              | Černá Hora, Repubblica Ceca |
| 2010 | Oro      | Zingibeer                    | Doppio Malto Brewing Company    | Erba, Italia                |
|      | Argento  | Saison du BUFF               | Dogfish Head Craft Brewery      | Milton, USA                 |
|      | Bronzo   | New Morning                  | Birrificio del Ducato           | Roncole Verdi, Italia       |
| 2011 | Oro      | Saranac Pumpkin Ale          | Matt Brewing Company            | Utica, USA                  |
|      | Argento  | Jopen Koyt                   | Jopenkerk Bierbrouwerij         | Haarlem, Paesi Bassi        |
|      | Bronzo   | Fynsk Forar                  | Ørbæk Bryggeri                  | Ørbæk, Danimarca            |
| 2012 | Oro      | BridgePort Summer Squeeze    | BridgePort Brewing Company      | Portland, USA               |
|      | Argento  | Zingibeer                    | Doppio Malto Brewing Company    | Erba, Italia                |
|      | Bronzo   | Fordham Spiced Harvest Ale   | Fordham and Dominion Brewing    | Dover, USA                  |
| 2013 | Oro      | Mango Magnifico              | Founders Brewing Company        | Grand Rapids, USA           |
|      | Argento  | Vernal Minthe Stout          | Ska Brewing Company             | Durango, USA                |
|      | Bronzo   | Verdi Imperial Stout         | Birrificio del Ducato           | Roncole Verdi, Italia       |

### Birra ultra forte
| Anno | Medaglia | Birra                     | Birrificio                    | Città                |
| ---- | -------- | ------------------------- | ----------------------------- | -------------------- |
| 2010 | Oro      | Hopsickle Imperial IPA    | Moylan's Brewery & Restaurant | Novato, USA          |
|      | Argento  | Jubel 2010                | Deschutes Brewery             | Bend, USA            |
|      | Bronzo   | Stormwatcher's Winterfest | Pelican Pub & Brewery         | Pacific City, USA    |
| 2011 | Oro      | Eisbock                   | Brauhaus Faust                | Miltenberg, Germania |
|      | Argento  | Labyrinth Black Ale       | Uinta Brewing Company         | Salt Lake City, USA  |
|      | Bronzo   | Stormwatcher's Winterfest | Pelican Pub & Brewery         | Pacific City, USA    |
| 2012 | Oro      | Stormwatcher's Winterfest | Pelican Pub & Brewery         | Pacific City, USA    |
|      | Argento  | Eisbock                   | Brauhaus Faust                | Miltenberg, Germania |
|      | Bronzo   | Iced Eclipse              | FiftyFifty Brewing Company    | Truckee, USA         |
| 2013 | Oro      | Iced BART                 | FiftyFifty Brewing Company    | Truckee, USA         |
|      | Argento  | Eisbock                   | Brauhaus Faust                | Miltenberg, Germania |
|      | Bronzo   | Olde School               | Dogfish Head Craft Brewery    | Milton, USA          |

### Bock chiara in stile tedesco
Nell'edizioni 2008 e 2009 questa categoria si è chiamata bock chiare e ambrate in stile tedesco, mentre nel 2004 si chiamava solo bock chiare.
| Anno | Medaglia | Birra                       | Birrificio                          | Città                       |
| ---- | -------- | --------------------------- | ----------------------------------- | --------------------------- |
| 2004 | Oro      | Saalfelder Bockbier         | Bürgerliches Brauhaus Saalfeld      | Saalfeld, Germania          |
|      | Argento  | Felsator Doppelbock         | Felsenbräu Thalmannsfeld W. Gloßner | Thalmannsfeld, Germania     |
|      | Bronzo   | Heller Bock                 | Biermanufaktur Engel                | Crailsheim, Germania        |
| 2005 | Oro      | Kalnapilis 7.30             | AB Kalnapilio-Tauro Grupė           | Vilnius, Lituania           |
|      | Argento  | Primátor Exkluziv 16%       | Pivovar Náchod                      | Náchod, Repubblica Ceca     |
|      | Bronzo   | Heller Bock                 | Biermanufaktur Engel                | Crailsheim, Germania        |
| 2006 | Oro      | Heller Bock                 | Bürgerliches Brauhaus Saalfeld      | Saalfeld, Germania          |
|      | Argento  | Bock Hell                   | Biermanufaktur Engel                | Crailsheim, Germania        |
|      | Bronzo   | Primátor Exkluziv 16%       | Pivovar Náchod                      | Náchod, Repubblica Ceca     |
| 2007 | Oro      | Apoldaer Festbock           | Vereinsbrauerei Apolda              | Apolda, Germania            |
|      | Argento  | Weiherer Bock               | Brauerei Kundmüller                 | Viereth-Trunstadt, Germania |
|      | Bronzo   | Ulmer Maibock               | Familienbrauerei Bauhöfer           | Renchen, Germania           |
| 2008 | Oro      | Bock Hell                   | Biermanufaktur Engel                | Crailsheim, Germania        |
|      | Argento  | Baisinger Teufels Bock Hell | Baisinger BierManufaktur            | Baisingen, Germania         |
|      | Bronzo   | Felsator Doppelbock         | Felsenbräu Thalmannsfeld W. Gloßner | Thalmannsfeld, Germania     |
| 2009 | Oro      | Saalfelder Bock             | Bürgerliches Brauhaus Saalfeld      | Saalfeld, Germania          |
|      | Argento  | Weiherer Bock               | Brauerei Kundmüller                 | Viereth-Trunstadt, Germania |
|      | Bronzo   | Bibock                      | Nuovo Birrificio Italiano           | Lurago Marinone, Italia     |
| 2010 | Oro      | Kloster Starkbier           | Alpirsbacher Klosterbräu Glauner    | Alpirsbach, Germania        |
|      | Argento  | Ulmer Maibock               | Familienbrauerei Bauhöfer           | Renchen, Germania           |
|      | Bronzo   | Saalfelder Bock             | Bürgerliches Brauhaus Saalfeld      | Saalfeld, Germania          |
| 2011 | Oro      | Ruppaner Bock Hell          | Ruppaner Brauerei                   | Costanza, Germania          |
|      | Argento  | Kloster Starkbier           | Alpirsbacher Klosterbräu Glauner    | Alpirsbach, Germania        |
|      | Bronzo   | Weiherer Bock               | Brauerei Kundmüller                 | Viereth-Trunstadt, Germania |
| 2012 | Oro      | Bock Hell                   | Biermanufaktur Engel                | Crailsheim, Germania        |
|      | Argento  | Saalfelder Bock             | Bürgerliches Brauhaus Saalfeld      | Saalfeld, Germania          |
|      | Bronzo   | Freudenberger Maibock       | Privatbrauerei Alwin Märkl          | Freudenberg, Germania       |
| 2013 | Oro      | Riegele Speziator Hell      | Brauhaus Riegele                    | Augusta, Germania           |
|      | Argento  | Saalfelder Bock             | Bürgerliches Brauhaus Saalfeld      | Saalfeld, Germania          |
|      | Bronzo   | Double Pilsner              | Odell's Brewing Company             | Fort Collins, USA           |

### Doppelbock in stile tedesco
| Anno | Medaglia | Birra                                 | Birrificio                     | Città                        |
| ---- | -------- | ------------------------------------- | ------------------------------ | ---------------------------- |
| 2010 | Oro      | Staffelberg-Bräu Doppelbock           | Staffelberg-Bräu               | Bad Staffelstein, Germania   |
|      | Argento  | Celebrator                            | Brauerei Aying                 | Aying, Germania              |
|      | Bronzo   | Saalfelder Doppelbock                 | Bürgerliches Brauhaus Saalfeld | Saalfeld, Germania           |
| 2011 | Oro      | Staffelberg-Bräu Doppelbock           | Staffelberg-Bräu               | Bad Staffelstein, Germania   |
|      | Argento  | Salvator                              | Paulaner Brauerei              | Monaco di Baviera, Germania  |
|      | Bronzo   | Eittinger St. Georg Doppelbock dunkel | Eittinger Fischerbräu          | Eitting, Germania            |
| 2012 | Oro      | Krenkerup Doppelbock                  | Krenkerup Brauerei             | Sakskøbing, Danimarca        |
|      | Argento  | Bazelet Double Bock                   | Golan Brewery                  | Katsrin, Israele             |
|      | Bronzo   | Weltenburger Kloster Asam Bock        | Klosterbrauerei Weltenburg     | Kelheim, Germania            |
| 2013 | Oro      | Riegele Speziator Dunkel              | Brauhaus Riegele               | Augusta, Germania            |
|      | Argento  | Krieger Floriani-Bock                 | Brauerei Wilhelm Krieger       | Landau an der Isar, Germania |
|      | Bronzo   | Freudenberger Märkator                | Privatbrauerei Alwin Märkl     | Freudenberg, Germania        |

### Dry Stout

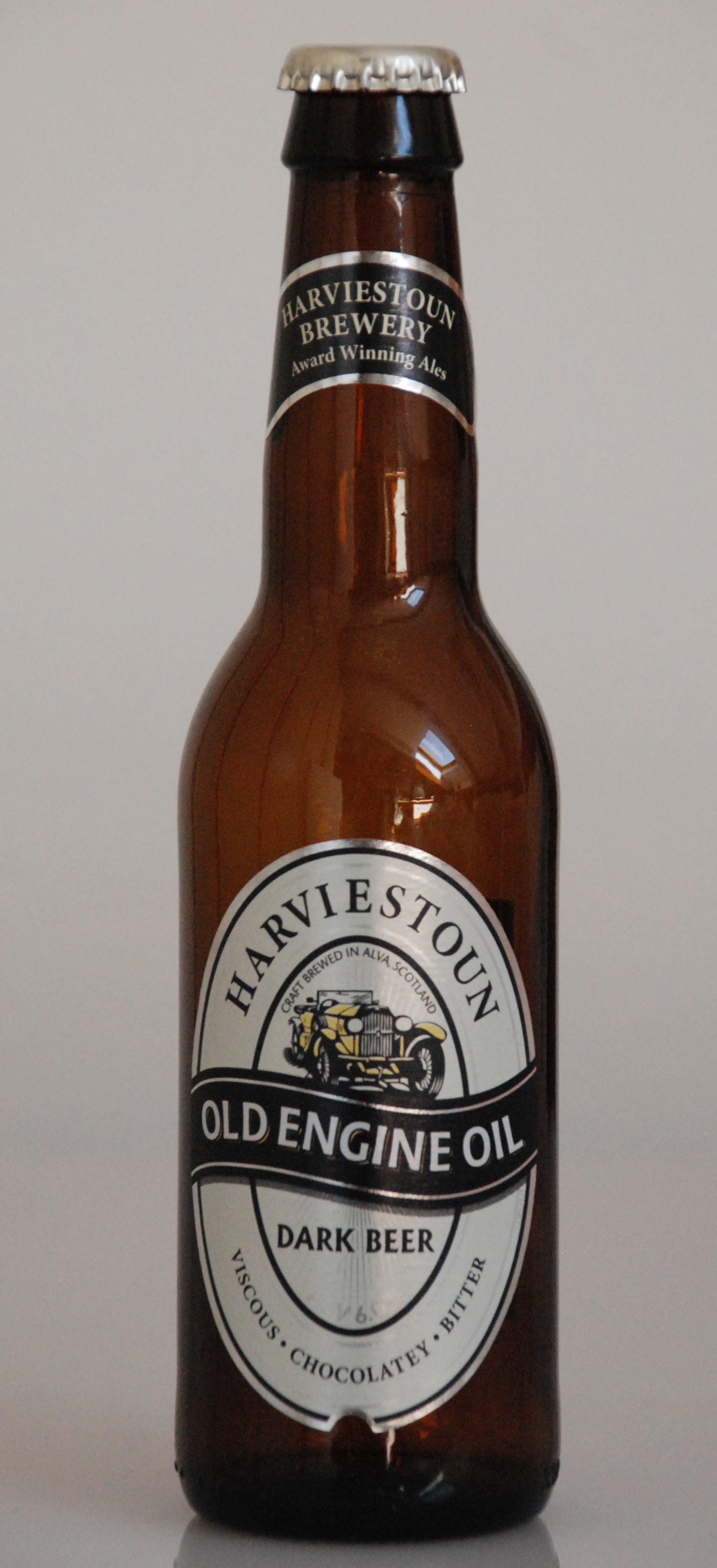
Old Engine Oil, bronzo nel 2013

| Anno | Medaglia | Birra                       | Birrificio                    | Città                     |
| ---- | -------- | --------------------------- | ----------------------------- | ------------------------- |
| 2006 | Oro      | Obsidian Stout              | Deschutes Brewery             | Bend, USA                 |
| 2007 | Oro      | Obsidian Stout              | Deschutes Brewery             | Bend, USA                 |
|      | Argento  | Blackbier                   | Rappi Bier Factory            | Rapperswil, Svizzera      |
|      | Bronzo   | Shakespeare Stout           | Rogue Ales Brewery            | Newport, USA              |
| 2008 | Oro      | Baden Baden Stout           | Cervejaria Baden Baden        | Campos do Jordão, Brasile |
|      | Argento  | Shakespeare Stout           | Rogue Ales Brewery            | Newport, USA              |
|      | Bronzo   | Out of Bounds Stout         | Avery Brewing Company         | Boulder, USA              |
| 2009 | Oro      | Blackbier                   | Rappi Bier Factory            | Rapperswil, Svizzera      |
|      | Argento  | Shakespeare Stout           | Rogue Ales Brewery            | Newport, USA              |
|      | Bronzo   | Baden Baden Stout           | Cervejaria Baden Baden        | Campos do Jordão, Brasile |
| 2010 | Oro      | Obsidian Stout              | Deschutes Brewery             | Bend, USA                 |
|      | Argento  | Jopen Extra Stout           | Jopenkerk Bierbrouwerij       | Haarlem, Paesi Bassi      |
|      | Bronzo   | Shakespeare Oatmeal Stout   | Rogue Ales Brewery            | Portland, USA             |
| 2011 | Oro      | Tsunami Stout               | Pelican Pub & Brewery         | Pacific City, USA         |
|      | Argento  | Obsidian Stout              | Deschutes Brewery             | Bend, USA                 |
|      | Bronzo   | Oatmeal Stout               | Birrificio del Ducato         | Roncole Verdi, Italia     |
| 2012 | Oro      | Tsunami Stout               | Pelican Pub & Brewery         | Pacific City, USA         |
|      | Argento  | Shakespeare Oatmeal Stout   | Rogue Ales Brewery            | Portland, USA             |
|      | Bronzo   | Dragoons Dry Irish Stout    | Moylan's Brewery & Restaurant | Novato, USA               |
| 2013 | Oro      | Jopen Extra Stout           | Jopenkerk Bierbrouwerij       | Haarlem, Paesi Bassi      |
|      | Argento  | Pearl Necklace Oyster Stout | Flying Dog Brewery            | Frederick, USA            |
|      | Bronzo   | Old Engine Oil              | Harviestoun Brewery           | Alva, Regno Unito         |

### Dunkler Bock in stile tedesco
Fino all'edizione 2006 questa categoria si chiamava semplicemente dunkler bock.
| Anno | Medaglia | Birra                                  | Birrificio                                          | Città                      |
| ---- | -------- | -------------------------------------- | --------------------------------------------------- | -------------------------- |
| 2004 | Oro      | Kitzmann Erlanger Urbock               | Kitzmann Bräu                                       | Erlangen, Germania         |
|      | Argento  | Mocne Dobre                            | Browar Slaski 1209                                  | Luowek Sugsui, Polonia     |
|      | Bronzo   | Glückauf Bock dunkel                   | Glückauf Brauerei                                   | Gersdorf, Germania         |
| 2005 | Oro      | Kaltenberg Ritterbock                  | König Ludwig Schlossbrauerei Kaltenberg             | Fürstenfeldbruck, Germania |
|      | Argento  | Riegele Speziator                      | Brauhaus Riegele                                    | Augusta, Germania          |
|      | Bronzo   | Autenrieder Leonhardi Bock             | Schlossbrauerei Autenried                           | Ichenhausen, Germania      |
| 2006 | Oro      | Autenrieder Leonhardi Bock             | Schlossbrauerei Autenried                           | Ichenhausen, Germania      |
|      | Argento  | Riegele Speziator                      | Brauhaus Riegele                                    | Augusta, Germania          |
|      | Bronzo   | Doppel-Hirsch                          | Der Hirschbräu, Privatbrauerei Höß                  | Sonthofen, Germania        |
| 2007 | Oro      | Alsfelder Knecht Ruprecht Dunkler Bock | Brauerei Alsfeld                                    | Alsfeld, Germania          |
|      | Argento  | Autenrieder Leonhardi Bock             | Schlossbrauerei Autenried                           | Ichenhausen, Germania      |
|      | Bronzo   | Ritterbock                             | König Ludwig Schlossbrauerei Kaltenberg             | Fürstenfeldbruck, Germania |
| 2008 | Oro      | Ketterers Trumpf                       | Privatbrauerei Wilhelm Ketterer                     | Pforzheim, Germania        |
|      | Argento  | Weltenburger Kloster Asam Bock         | Klosterbrauerei Weltenburg                          | Kelheim, Germania          |
|      | Bronzo   | Operator                               | Schlossbrauerei Odelzhausen Hans & Maria Eser       | Odelzhausen, Germania      |
| 2009 | Oro      | Trucht'linger Doppelbock               | Camba Bavaria                                       | Truchtlaching, Germania    |
|      | Argento  | YSBOK                                  | Stichting Noord-Hollandse Alternatieve Bierbrouwers | Purmerend, Paesi Bassi     |
|      | Bronzo   | Leonhardi Bock                         | Schlossbrauerei Autenried                           | Ichenhausen, Germania      |
| 2010 | Oro      | Stralsunder Traditionsbock             | Stralsunder Brauerei                                | Stralsund, Germania        |
|      | Argento  | Glückauf Bock dunkel                   | Glückauf Brauerei                                   | Gersdorf, Germania         |
|      | Bronzo   | Ezelenbok                              | Stichting Noord-Hollandse Alternatieve Bierbrouwers | Purmerend, Paesi Bassi     |
| 2011 | Oro      | Glückauf Bock dunkel                   | Glückauf Brauerei                                   | Gersdorf, Germania         |
|      | Argento  | Schwarze Gams                          | Privatbrauerei Loncium                              | Kötschach-Mauthen, Austria |
|      | Bronzo   | Mauritius Zwickauer Bock Dunkel        | Mauritius Brauerei                                  | Zwickau, Germania          |
| 2012 | Oro      | Baumburger Kloster Chorherren Bock     | Klosterbrauerei Baumburg                            | Baumburg, Germania         |
|      | Argento  | Bierland Bock                          | Cervejaria Bierland                                 | Blumenau, Brasile          |
|      | Bronzo   | Glückauf Bock dunkel                   | Glückauf Brauerei                                   | Gersdorf, Germania         |

### Export in stile europeo
| Anno | Medaglia | Birra                                    | Birrificio                            | Città                             |
| ---- | -------- | ---------------------------------------- | ------------------------------------- | --------------------------------- |
| 2004 | Oro      | Hoepfner Goldköpfle                      | Privatbrauerei Hoepfner               | Karlsruhe, Germania               |
|      | Argento  | Distelhäuser Export                      | Distelhäuser Brauerei Ernst Bauer     | Tauberbischofsheim, Germania      |
|      | Bronzo   | Steiner Export Hell                      | Schlossbrauerei Stein Wiskott         | Stein an der Traun, Germania      |
| 2005 | Oro      | Kalnapilis Grand                         | AB Kalnapilio-Tauro Grupė             | Vilnius, Lituania                 |
|      | Argento  | Edel-Spezial                             | Max Leibinger                         | Ravensburg, Germania              |
|      | Bronzo   | Commerzienrat Riegele Privat             | Brauhaus Riegele                      | Augusta, Germania                 |
| 2006 | Oro      | Waldhaus Spezial-Bier                    | Privatbrauerei Waldhaus Joh. Schmid   | Weilheim, Germania                |
|      | Argento  | Steiner Export Hell                      | Schlossbrauerei Stein Wiskott         | Stein an der Traun, Germania      |
|      | Bronzo   | Ayinger Jahrhundert-Bier                 | Brauerei Aying                        | Aying, Germania                   |
| 2007 | Oro      | Zötler Gold                              | Adlerbrauerei Herbert Zötler          | Rettenberg, Germania              |
|      | Argento  | Raschhofer Märzen                        | Brauerei Raschhofer                   | Altheim, Austria                  |
|      | Bronzo   | Waldhaus Spezial-Bier                    | Privatbrauerei Waldhaus Joh. Schmid   | Weilheim, Germania                |
| 2008 | Oro      | Aktien Edel                              | Aktienbrauerei Kaufbeuren             | Kaufbeuren, Germania              |
|      | Argento  | Stöttner Export Hell                     | Privatbrauerei Stöttner               | Mallersdorf-Pfaffenberg, Germania |
|      | Bronzo   | Raschhofer Märzen                        | Brauerei Raschhofer                   | Altheim, Austria                  |
| 2009 | Oro      | Helles                                   | Hofbräuhaus Traunstein Josef Sailer   | Traunstein, Germania              |
|      | Argento  | Flötzinger Gold                          | Flötzinger Brauerei Franz Steegmüller | Rosenheim, Germania               |
|      | Bronzo   | Hirsch Premium Gold                      | Hirsch-Brauerei Honer                 | Wurmlingen, Germania              |
| 2010 | Oro      | Steiner Export                           | Schlossbrauerei Stein Wiskott         | Stein an der Traun, Germania      |
|      | Argento  | Schwarzbräu Exquisit                     | Schwarzbräu                           | Zusmarshausen, Germania           |
|      | Bronzo   | Gold Export                              | Flötzinger Brauerei Franz Steegmüller | Rosenheim, Germania               |
| 2011 | Oro      | Steiner Export Hell                      | Schlossbrauerei Stein Wiskott         | Stein an der Traun, Germania      |
|      | Argento  | Riegele Würziges Export                  | Brauhaus Riegele                      | Augusta, Germania                 |
|      | Bronzo   | Raschhofer Märzen                        | Brauerei Raschhofer                   | Altheim, Austria                  |
| 2012 | Oro      | Kapplerbräu Export Hell                  | Kapplerbräu Hans Wiedemann            | Altomünster, Germania             |
|      | Argento  | Export Hell                              | Privatbrauerei Schnitzlbaumer         | Traunstein, Germania              |
|      | Bronzo   | Flötzinger Bräu original Trachtler-Hoibe | Flötzinger Brauerei Franz Steegmüller | Rosenheim, Germania               |

### Hefeweizen ambrata in stile della bassa Germania
| Anno | Medaglia | Birra                            | Birrificio                                   | Città                        |
| ---- | -------- | -------------------------------- | -------------------------------------------- | ---------------------------- |
| 2006 | Oro      | Schneider Weisse Original        | Private Weißbierbrauerei G. Schneider & Sohn | Kelheim, Germania            |
|      | Argento  | Distelhäuser Dunkles Hefe-Weizen | Distelhäuser Brauerei Ernst Bauer            | Tauberbischofsheim, Germania |
|      | Bronzo   | Josef Schneider's Weizen         | Privater Brauereigasthof Schneider           | Essing, Germania             |
| 2007 | Oro      | Aischgründer Karpfen-Weisse      | Zum Löwenbräu                                | Adelsdorf, Germania          |
|      | Argento  | Schneewalzer                     | Herrnbräu                                    | Ingolstadt, Germania         |
|      | Bronzo   | Schneider Weisse Original        | Private Weißbierbrauerei G. Schneider & Sohn | Kelheim, Germania            |
| 2008 | Oro      | Aischgründer Karpfen-Weisse      | Zum Löwenbräu                                | Adelsdorf, Germania          |
|      | Argento  | Edelweiße                        | Nordbräu                                     | Ingolstadt, Germania         |
|      | Bronzo   | Schönramer Festweiße             | Brauerei Schönram                            | Petting, Germania            |
| 2009 | Oro      | Aischgründer Karpfen-Weisse      | Zum Löwenbräu                                | Adelsdorf, Germania          |
|      | Argento  | Unser Original                   | Private Weißbierbrauerei G. Schneider & Sohn | Kelheim, Germania            |
|      | Bronzo   | Edelweiss Hofbräu                | Brau Union Österreich                        | Linz, Austria                |
| 2010 | Oro      | Festags Weisse                   | Brauerei Mahr                                | Bamberga, Germania           |
|      | Argento  | Edelweiss Hofbräu                | Brau Union Österreich                        | Linz, Austria                |
|      | Bronzo   | WeissbierResi Hochzeitsweizen    | Hösl & Co. Brauhaus                          | Mitterteich, Germania        |
| 2011 | Oro      | Ayinger Ur-Weisse                | Brauerei Aying                               | Aying, Germania              |
|      | Argento  | Hirsch Dunkle Hefe Weisse        | Hirsch-Brauerei Honer                        | Wurmlingen, Germania         |
|      | Bronzo   | Paulaner Hefeweissbier           | Paulaner Brauerei                            | Monaco di Baviera, Germania  |
| 2012 | Oro      | Ayinger Ur-Weisse                | Brauerei Aying                               | Aying, Germania              |
|      | Argento  | Kutscher-Halbe                   | Felsenbräu Thalmannsfeld W. Gloßner          | Thalmannsfeld, Germania      |
|      | Bronzo   | Weizen                           | Lindenbräu Gräfenberg                        | Gräfenberg, Germania         |

### Hefeweizen chiara in stile della bassa Germania
Fino all'edizione 2008 la categoria si è chiamata semplicemente Hefeweizen in stile della bassa Germania.
| Anno | Medaglia | Birra                                | Birrificio                                                | Città                        |
| ---- | -------- | ------------------------------------ | --------------------------------------------------------- | ---------------------------- |
| 2004 | Oro      | Ottenbräu Hefe Weizen                | Brauerei Ottenbräu                                        | Abensberg, Germania          |
|      | Argento  | Barre Weizen                         | Privatbrauerei Ernst Barre                                | Lübbecke, Germania           |
|      | Bronzo   | Graf Gebhard Weisse                  | Sperber-Bräu                                              | Sulzbach-Rosenberg, Germania |
| 2005 | Oro      | Greif Weisse                         | Brauerei Josef Greif                                      | Forchheim, Germania          |
|      | Argento  | Jura Weizen Hell                     | Brauerei Plank                                            | Wiefelsdorf, Germania        |
|      | Bronzo   | Leitner Weizen                       | Leitner Bräu                                              | Schwabach, Germania          |
| 2006 | Oro      | Kitzmann Weißbier                    | Kitzmann Bräu                                             | Erlangen, Germania           |
|      | Argento  | Müllerbräu Weiße                     | Müllerbräu Neuötting am Inn Karl Müller                   | Neuötting, Germania          |
|      | Bronzo   | Barre Weizen                         | Privatbrauerei Ernst Barre                                | Lübbecke, Germania           |
| 2007 | Oro      | Müllerbräu Weiße                     | Müllerbräu Neuötting am Inn Karl Müller                   | Neuötting, Germania          |
|      | Argento  | Greif Weizen Hell                    | Brauerei Josef Greif                                      | Forchheim, Germania          |
|      | Bronzo   | Weizen Hefe-hell                     | Alpirsbacher Klosterbräu Glauner                          | Alpirsbach, Germania         |
| 2008 | Oro      | Schalchner Weisse                    | Weissbräu Schwendl                                        | Tacherting, Germania         |
|      | Argento  | Weißbier                             | Hofbräuhaus Traunstein Josef Sailer                       | Traunstein, Germania         |
|      | Bronzo   | Eslarner Hefeweizen                  | Privatbrauerei Bauriedl                                   | Eslarn, Germania             |
| 2009 | Oro      | Eslarner Hefeweizen                  | Privatbrauerei Bauriedl                                   | Eslarn, Germania             |
|      | Argento  | Herrnbräu Panther Weisse             | Herrnbräu                                                 | Ingolstadt, Germania         |
|      | Bronzo   | Faust Weizen Hefe Hell               | Brauhaus Faust                                            | Miltenberg, Germania         |
| 2010 | Oro      | Hirsch Hefe Weisse                   | Hirsch-Brauerei Honer                                     | Wurmlingen, Germania         |
|      | Argento  | Schwarzbräu Weissbier hell           | Schwarzbräu                                               | Zusmarshausen, Germania      |
|      | Bronzo   | Hefe Weißbier                        | Bayerische Löwenbrauerei Franz Stockbauer                 | Passavia, Germania           |
| 2011 | Oro      | Baisinger Teufels Weisse helles Hefe | Baisinger BierManufaktur                                  | Baisingen, Germania          |
|      | Argento  | Greif Weisse                         | Brauerei Josef Greif                                      | Forchheim, Germania          |
|      | Bronzo   | Irlbacher Premium Hefe-Weissbier     | Freiherr von Poschinger-Bray'sche Schlossbrauerei Irlbach | Irlbach, Germania            |
| 2012 | Oro      | Schimpf Hefe hell                    | Kronenbrauerei Alfred Schimpf                             | Neustetten, Germania         |
|      | Argento  | Hirsch Hefe Weisse                   | Hirsch-Brauerei Honer                                     | Wurmlingen, Germania         |
|      | Bronzo   | Hefe Weisse                          | Landshuter Brauhaus                                       | Landshut, Germania           |

### Hefeweizen scura in stile della bassa Germania
Fino all'edizione 2005 questa categoria si chiamava German-Style Dark Wheat Ale, ovvero birra scura di frumento ad alta fermentazione in stile tedesco.
| Anno | Medaglia | Birra                                        | Birrificio                                                   | Città                        |
| ---- | -------- | -------------------------------------------- | ------------------------------------------------------------ | ---------------------------- |
| 2004 | Oro      | Unertl Mühldorfer Weißbier                   | Weißbräu Unertl                                              | Mühldorf a.Inn, Germania     |
|      | Argento  | Kauzen Weissbier Dunkel                      | Kauzen-Bräu                                                  | Ochsenfurt, Germania         |
|      | Bronzo   | Schneider Weisse Original                    | Private Weißbierbrauerei G. Schneider & Sohn                 | Kelheim, Germania            |
| 2005 | Oro      | Distelhäuser Hefe Weizen Dunkel              | Distelhäuser Brauerei Ernst Bauer                            | Tauberbischofsheim, Germania |
|      | Argento  | Riegele Alte Weisse                          | Brauhaus Riegele                                             | Augusta, Germania            |
|      | Bronzo   | Hofmühl Ur-Weisse                            | Privatbrauerei Hofmühl                                       | Eichstätt, Germania          |
| 2006 | Oro      | Hirsch Dunkle Weisse                         | Hirsch-Brauerei Honer                                        | Wurmlingen, Germania         |
|      | Argento  | Unterbaarer Dunkles Weizen                   | Schlossbrauerei Unterbaar Albrecht Freiherr Groß von Trockau | Baar, Germania               |
|      | Bronzo   | Hofmühl Weissbier Dunkel                     | Privatbrauerei Hofmühl                                       | Eichstätt, Germania          |
| 2007 | Oro      | Müllerbräu Dunkle Weiße                      | Müllerbräu Neuötting am Inn Karl Müller                      | Neuötting, Germania          |
|      | Argento  | Hirsch Dunkle Weisse                         | Hirsch-Brauerei Honer                                        | Wurmlingen, Germania         |
|      | Bronzo   | Autenrieder Dunkles Weizen                   | Schlossbrauerei Autenried                                    | Ichenhausen, Germania        |
| 2008 | Oro      | Faust Weizen Dunkel                          | Brauhaus Faust                                               | Miltenberg, Germania         |
|      | Argento  | Kitzmann Weißbier dunkel                     | Kitzmann Bräu                                                | Erlangen, Germania           |
|      | Bronzo   | Autenrieder Dunkles Weizen                   | Schlossbrauerei Autenried                                    | Ichenhausen, Germania        |
| 2009 | Oro      | Hirsch Dunkle Weisse                         | Hirsch-Brauerei Honer                                        | Wurmlingen, Germania         |
|      | Argento  | Rheingönheimer Weizenbier hefetrüb           | Park & Bellheimer                                            | Bellheim, Germania           |
|      | Bronzo   | Unterbaarer Dunkles Weizen                   | Schlossbrauerei Unterbaar Albrecht Freiherr Groß von Trockau | Baar, Germania               |
| 2010 | Oro      | Graminger Kirta - Dunkles Hefeweissbier      | Graminger Weissbräu                                          | Altötting, Germania          |
|      | Argento  | Irlbacher Premium Schlossherrn Weisse Dunkel | Freiherr von Poschinger-Bray'sche Schlossbrauerei Irlbach    | Irlbach, Germania            |
|      | Bronzo   | Flötzinger Bräu Weizen Dunkel                | Flötzinger Brauerei Franz Steegmüller                        | Rosenheim, Germania          |
| 2011 | Oro      | Stockbauer Weisse Dunkel                     | Bayerische Löwenbrauerei Franz Stockbauer                    | Passavia, Germania           |
|      | Argento  | Unertl Gourmet Weisse                        | Weißbräu Unertl                                              | Mühldorf a.Inn, Germania     |
|      | Bronzo   | Schwarzbräu Weissbier dunkel                 | Schwarzbräu                                                  | Zusmarshausen, Germania      |
| 2012 | Oro      | Kitzmann Weißbier dunkel                     | Kitzmann Bräu                                                | Erlangen, Germania           |
|      | Argento  | Unertl Gourmet Weisse                        | Weißbräu Unertl                                              | Mühldorf a.Inn, Germania     |
|      | Bronzo   | Edelweiss Dunkel                             | Brau Union Österreich                                        | Linz, Austria                |

### Imperial India Pale Ale
| Anno | Medaglia | Birra                  | Birrificio                    | Città               |
| ---- | -------- | ---------------------- | ----------------------------- | ------------------- |
| 2011 | Oro      | Double Jack            | Firestone Walker Brewery      | Paso Robles, USA    |
|      | Argento  | Odell Myrcenary        | Odell's Brewing Company       | Fort Collins, USA   |
|      | Bronzo   | Hopulent IPA           | Epic Brewing Company          | Salt Lake City, USA |
| 2012 | Oro      | Double Jack            | Firestone Walker Brewery      | Paso Robles, USA    |
|      | Argento  | Sierra Nevada Hoptimum | Sierra Nevada Brewing Company | Chico, USA          |
|      | Bronzo   | Odell Myrcenary        | Odell's Brewing Company       | Fort Collins, USA   |

### Imperial Stout
| Anno | Medaglia | Birra                                                         | Birrificio                    | Città                   |
| ---- | -------- | ------------------------------------------------------------- | ----------------------------- | ----------------------- |
| 2007 | Oro      | Abyss                                                         | Deschutes Brewery             | Bend, USA               |
|      | Argento  | Oak Aged Yeti Imperial Stout                                  | Great Divide Brewing Company  | Denver, USA             |
|      | Bronzo   | Victory Storm King Stout                                      | Victory Brewing Company       | Downingtown, USA        |
| 2008 | Oro      | Verdi Imperial Stout                                          | Birrificio del Ducato         | Roncole Verdi, Italia   |
|      | Argento  | Abyss                                                         | Deschutes Brewery             | Bend, USA               |
|      | Bronzo   | Victory Storm King Stout                                      | Victory Brewing Company       | Downingtown, USA        |
| 2009 | Oro      | Abyss                                                         | Deschutes Brewery             | Bend, USA               |
|      | Argento  | Imperial Stout                                                | Boston Beer Company           | Boston, USA             |
|      | Bronzo   | Oak Aged Yeti Imperial Stout                                  | Great Divide Brewing Company  | Denver, USA             |
| 2010 | Oro      | Saint Petersburg                                              | Thornbridge Brewery           | Bakewell, Regno Unito   |
|      | Argento  | Totality Imperial Stout                                       | FiftyFifty Brewing Company    | Truckee, USA            |
|      | Bronzo   | Ryan Sullivan's Imperial Stout                                | Moylan's Brewery & Restaurant | Novato, USA             |
| 2011 | Oro      | Old Growth Imperial Stout                                     | Caldera Brewing Company       | Ashland, USA            |
|      | Argento  | Ryan Sullivan's Imperial Stout                                | Moylan's Brewery & Restaurant | Novato, USA             |
|      | Bronzo   | Gonzo Imperial Porter                                         | Flying Dog Brewery            | Frederick, USA          |
| 2012 | Oro      | Bierland Imperial Stout                                       | Cervejaria Bierland           | Blumenau, Brasile       |
|      | Argento  | Abyss                                                         | Deschutes Brewery             | Bend, USA               |
|      | Bronzo   | Baltika Imperial Russian Stout Great Baltic Adventure Edition | Baltika Brewery               | San Pietroburgo, Russia |

### India Pale Ale
Fino all'edizione del 2007 questa categoria si è chiamata India Pale Ale in stile inglese.
| Anno | Medaglia | Birra                     | Birrificio                      | Città                  |
| ---- | -------- | ------------------------- | ------------------------------- | ---------------------- |
| 2005 | Oro      | Quail Springs IPA         | Deschutes Brewery               | Bend, USA              |
|      | Argento  | 3 Dames I.P.A.            | Brasserie Trois Dames           | Sainte-Croix, Svizzera |
| 2007 | Oro      | Harpoon IPA               | Harpoon Brewery                 | Boston, USA            |
|      | Argento  | Titan IPA                 | Great Divide Brewing Company    | Denver, USA            |
|      | Bronzo   | BridgePort India Pale Ale | BridgePort Brewing Company      | Portland, USA          |
| 2008 | Oro      | Union Jack IPA            | Firestone Walker Brewery        | Paso Robles, USA       |
|      | Argento  | Conductor Imperial IPA    | Steamworks Brewing Company      | Durango, USA           |
|      | Bronzo   | Redoak IPA                | Redoak Brewery                  | Sydney, Australia      |
| 2009 | Oro      | Caldera IPA               | Caldera Brewing Company         | Ashland, USA           |
|      | Argento  | Union Jack IPA            | Firestone Walker Brewery        | Paso Robles, USA       |
|      | Bronzo   | Redoak IPA                | Redoak Brewery                  | Sydney, Australia      |
| 2010 | Oro      | Sculpin IPA               | Ballast Point Brewing Company   | San Diego, USA         |
|      | Argento  | Stone IPA                 | Stone Brewing Company           | Escondido, USA         |
|      | Bronzo   | Sit Eriks IPA             | Three Towns Independent Brewers | Stoccolma, Svezia      |
| 2011 | Oro      | Sculpin IPA               | Ballast Point Brewing Company   | San Diego, USA         |
|      | Argento  | India Pelican Ale         | Pelican Pub & Brewery           | Pacific City, USA      |
|      | Bronzo   | Union Jack                | Firestone Walker Brewery        | Paso Robles, USA       |
| 2012 | Oro      | Union Jack                | Firestone Walker Brewery        | Paso Robles, USA       |
|      | Argento  | India Pelican Ale         | Pelican Pub & Brewery           | Pacific City, USA      |
|      | Bronzo   | Jaipur IPA                | Thornbridge Brewery             | Bakewell, Regno Unito  |

### Kellerbier chiara in stile tedesco
| Anno | Medaglia | Birra                            | Birrificio                          | Città                       |
| ---- | -------- | -------------------------------- | ----------------------------------- | --------------------------- |
| 2010 | Oro      | Waldhaus Ohne Filter             | Privatbrauerei Waldhaus Joh. Schmid | Weilheim, Germania          |
|      | Argento  | Trucht'linger Export             | Camba Bavaria                       | Truchtlaching, Germania     |
|      | Bronzo   | Weiherer Keller                  | Brauerei Kundmüller                 | Viereth-Trunstadt, Germania |
| 2011 | Oro      | Weiherer Keller                  | Brauerei Kundmüller                 | Viereth-Trunstadt, Germania |
|      | Argento  | Naturtrübes Kellerbier anno 1308 | Aktienbrauerei Kaufbeuren           | Kaufbeuren, Germania        |
|      | Bronzo   | Säntisbier                       | Brauerei Schützengarten             | San Gallo, Svizzera         |
| 2012 | Oro      | Camba Export                     | Camba Bavaria                       | Truchtlaching, Germania     |
|      | Argento  | Wiesener Altfränkisches Landbier | Bürgerliches Brauhaus Wiesen        | Wiesen, Germania            |
|      | Bronzo   | Zwickl Bio Bier                  | Landshuter Brauhaus                 | Landshut, Germania          |

### Kellerbier scura in stile tedesco
Fino all'edizione del 2009 questa categoria si chiamava semplicemente kellerbier scura.
| Anno | Medaglia | Birra                                  | Birrificio                          | Città                          |
| ---- | -------- | -------------------------------------- | ----------------------------------- | ------------------------------ |
| 2005 | Oro      | Landbier dunkel                        | Ostfriesen Bräu                     | Bagband, Germania              |
|      | Argento  | Hausbräu-hefetrüb                      | Zum Löwenbräu                       | Adelsdorf, Germania            |
|      | Bronzo   | Chodovar Skalni Lezak                  | Pivovar Chodovar                    | Chodová Planá, Repubblica Ceca |
| 2006 | Oro      | Landbier dunkel                        | Ostfriesen Bräu                     | Bagband, Germania              |
|      | Argento  | Hausbräu-hefetrüb                      | Zum Löwenbräu                       | Adelsdorf, Germania            |
|      | Bronzo   | Blutzcher                              | Aktienbrauerei Flims Surselva       | Flims Waldhaus, Svizzera       |
| 2007 | Oro      | Knorr-von Rosenroth Zoigl dunkel       | Sperber-Bräu                        | Sulzbach-Rosenberg, Germania   |
|      | Argento  | Hausbräu-hefetrüb                      | Zum Löwenbräu                       | Adelsdorf, Germania            |
|      | Bronzo   | Blutzcher                              | Aktienbrauerei Flims Surselva       | Flims Waldhaus, Svizzera       |
| 2008 | Oro      | Knorr-von Rosenroth Zoigl dunkel       | Sperber-Bräu                        | Sulzbach-Rosenberg, Germania   |
|      | Argento  | Hausbräu-hefetrüb                      | Zum Löwenbräu                       | Adelsdorf, Germania            |
|      | Bronzo   | Landbier dunkel                        | Ostfriesen Bräu                     | Bagband, Germania              |
| 2009 | Oro      | Wiesener Kellerbier                    | Bürgerliches Brauhaus Wiesen        | Wiesen, Germania               |
|      | Argento  | Trucht'linger Dunkel                   | Camba Bavaria                       | Truchtlaching, Germania        |
|      | Bronzo   | Knorr-von Rosenroth Zoigl dunkel       | Sperber-Bräu                        | Sulzbach-Rosenberg, Germania   |
| 2010 | Oro      | Wiesener Kellerbier                    | Bürgerliches Brauhaus Wiesen        | Wiesen, Germania               |
|      | Argento  | Engel Kellerbier dunkel                | Biermanufaktur Engel                | Crailsheim, Germania           |
|      | Bronzo   | Dunkel Naturbelassen                   | Thuisbrunner Elch-Bräu              | Thuisbrunn, Germania           |
| 2011 | Oro      | Wiesener Kellerbier                    | Bürgerliches Brauhaus Wiesen        | Wiesen, Germania               |
|      | Argento  | Trucht'linger Dunkel                   | Camba Bavaria                       | Truchtlaching, Germania        |
|      | Bronzo   | Felsen Schwarzes                       | Felsenbräu Thalmannsfeld W. Gloßner | Thalmannsfeld, Germania        |
| 2012 | Oro      | Schönramer Altbayerisch Zwickel Dunkel | Brauerei Schönram                   | Petting, Germania              |
|      | Argento  | Wilderer Dunkel                        | Brauerei Gasthof Eck e.K            | Böbrach, Germania              |
|      | Bronzo   | Schübel a fränkisch                    | Brauerei Leonhard Schübel           | Stadtsteinach, Germania        |

### Kellerpils in stile tedesco
Fino all'edizione del 2009 questa categoria si chiamava semplicemente kellerpils.
| Anno | Medaglia | Birra                                     | Birrificio                                        | Città                              |
| ---- | -------- | ----------------------------------------- | ------------------------------------------------- | ---------------------------------- |
| 2005 | Oro      | Lengenfelder Hefe Pils                    | Privatbrauerei Winkler Bräu                       | Lengenfeld, Germania               |
|      | Argento  | Schimmele naturtrübes Pils                | Ruppaner Brauerei                                 | Costanza, Germania                 |
|      | Bronzo   | Zoigl-Bier                                | Sperber-Bräu                                      | Sulzbach-Rosenberg, Germania       |
| 2006 | Oro      | Ratskeller Pils                           | Brauhaus Pforzheim                                | Pforzheim, Germania                |
|      | Argento  | Fritz Walter-Bier                         | Privatbrauerei Bischoff                           | Winnweiler, Germania               |
|      | Bronzo   | Glückauf-Kräusen                          | Glückauf Brauerei                                 | Gersdorf, Germania                 |
| 2007 | Oro      | Zoigl-Bier                                | Sperber-Bräu                                      | Sulzbach-Rosenberg, Germania       |
|      | Argento  | Ratskeller Pils                           | Brauhaus Pforzheim                                | Pforzheim, Germania                |
|      | Bronzo   | Lengenfelder Hefe Pils                    | Privatbrauerei Winkler Bräu                       | Lengenfeld, Germania               |
| 2008 | Oro      | Zoigl-Bier                                | Sperber-Bräu                                      | Sulzbach-Rosenberg, Germania       |
|      | Argento  | Kaiser Keller-Pils                        | Kaiser-Brauerei Geislingen an der Steige W. Kumpf | Geislingen an der Steige, Germania |
|      | Bronzo   | Ruppaner's Schimmele                      | Ruppaner Brauerei                                 | Costanza, Germania                 |
| 2009 | Oro      | Lengenfelder Hefe Pils                    | Privatbrauerei Winkler Bräu                       | Lengenfeld, Germania               |
|      | Argento  | Zoigl-Bier                                | Sperber-Bräu                                      | Sulzbach-Rosenberg, Germania       |
|      | Bronzo   | Tipopils                                  | Nuovo Birrificio Italiano                         | Lurago Marinone, Italia            |
| 2010 | Oro      | Via Emilia                                | Birrificio del Ducato                             | Roncole Verdi, Italia              |
|      | Argento  | Bio-Schimmele                             | Ruppaner Brauerei                                 | Costanza, Germania                 |
|      | Bronzo   | Tipopils                                  | Nuovo Birrificio Italiano                         | Lurago Marinone, Italia            |
| 2011 | Oro      | Quinn                                     | Birrificio Turbacci                               | Mentana, Italia                    |
|      | Argento  | Via Emilia                                | Birrificio del Ducato                             | Roncole Verdi, Italia              |
|      | Bronzo   | Rossdorfer Urbräu                         | Brauerei Sauer                                    | Roßdorf am Forst, Germania         |
| 2012 | Oro      | Thuisbrunner Elch-Bräu Pils Naturbelassen | Thuisbrunner Elch-Bräu                            | Thuisbrunn, Germania               |
|      | Argento  | Störtebeker Keller-Bier 1402              | Störtebeker Braumanufaktur                        | Stralsund, Germania                |
|      | Bronzo   | Vogelbräu Pils                            | der Vogelbräu                                     | Karlsruhe, Germania                |

### Kristallweizen in stile della bassa Germania
| Anno | Medaglia | Birra                                   | Birrificio                                        | Città                              |
| ---- | -------- | --------------------------------------- | ------------------------------------------------- | ---------------------------------- |
| 2006 | Oro      | König Ludwig Weissbier kristall         | König Ludwig Schlossbrauerei Kaltenberg           | Fürstenfeldbruck, Germania         |
|      | Argento  | Kaiser Weizen Kristall-klar             | Kaiser-Brauerei Geislingen an der Steige W. Kumpf | Geislingen an der Steige, Germania |
|      | Bronzo   | Ruppaner Kristall Weizen                | Ruppaner Brauerei                                 | Costanza, Germania                 |
| 2007 | Oro      | Ruppaner Kristall Weizen                | Ruppaner Brauerei                                 | Costanza, Germania                 |
|      | Argento  | Kaiser Weizen Kristall-klar             | Kaiser-Brauerei Geislingen an der Steige W. Kumpf | Geislingen an der Steige, Germania |
|      | Bronzo   | Maisel's Weisse Kristall                | Brauerei Gebr. Maisel                             | Bayreuth, Germania                 |
| 2008 | Oro      | Distelhäuser Kristall-Weizen            | Distelhäuser Brauerei Ernst Bauer                 | Tauberbischofsheim, Germania       |
|      | Argento  | Schneider Weisse Kristall               | Private Weißbierbrauerei G. Schneider & Sohn      | Kelheim, Germania                  |
|      | Bronzo   | Hirsch Kristall Weisse                  | Hirsch-Brauerei Honer                             | Wurmlingen, Germania               |
| 2009 | Oro      | Weizen kristallklar                     | Alpirsbacher Klosterbräu Glauner                  | Alpirsbach, Germania               |
|      | Argento  | Distelhäuser Kristall-Weizen            | Distelhäuser Brauerei Ernst Bauer                 | Tauberbischofsheim, Germania       |
|      | Bronzo   | Mein Kristall                           | Private Weißbierbrauerei G. Schneider & Sohn      | Kelheim, Germania                  |
| 2010 | Oro      | Baisinger Teufels Weisse Kristallweizen | Baisinger BierManufaktur                          | Baisingen, Germania                |
|      | Argento  | TAP2 Mein Kristall                      | Private Weißbierbrauerei G. Schneider & Sohn      | Kelheim, Germania                  |
|      | Bronzo   | Hirsch Kristall Weisse                  | Hirsch-Brauerei Honer                             | Wurmlingen, Germania               |
| 2011 | Oro      | Baisinger Teufels Weisse Kristallweizen | Baisinger BierManufaktur                          | Baisingen, Germania                |
|      | Argento  | Hirsch Kristall Weisse                  | Hirsch-Brauerei Honer                             | Wurmlingen, Germania               |
|      | Bronzo   | Ruppaner Kristall Weizen                | Ruppaner Brauerei                                 | Costanza, Germania                 |
| 2012 | Oro      | Baisinger Teufels Weisse Kristallweizen | Baisinger BierManufaktur                          | Baisingen, Germania                |
|      | Argento  | Schimpf Kristall                        | Kronenbrauerei Alfred Schimpf                     | Neustetten, Germania               |
|      | Bronzo   | TAP2 Mein Kristall                      | Private Weißbierbrauerei G. Schneider & Sohn      | Kelheim, Germania                  |

### Lager chiara in stile tedesco
Nelle edizioni del 2004 e del 2005 questa categoria si chiamava lager chiara nello stile di Monaco, mentre dall'anno successivo e fino all'edizione del 2009 compresa ha assunto la denominazione di lager chiara in stile europeo.
| Anno | Medaglia | Birra                       | Birrificio                                                   | Città                              |
| ---- | -------- | --------------------------- | ------------------------------------------------------------ | ---------------------------------- |
| 2004 | Oro      | Leikeim-Lager-Gold          | Brauhaus Altenkunstadt                                       | Altenkunstadt, Germania            |
|      | Argento  | Kauzen Original 1809        | Kauzen-Bräu                                                  | Ochsenfurt, Germania               |
|      | Bronzo   | LandGold                    | Trumer Privatbrauerei Josef Sigl                             | Obertrum am See, Austria           |
| 2005 | Oro      | Unterbaarer Hell            | Schlossbrauerei Unterbaar Albrecht Freiherr Groß von Trockau | Baar, Germania                     |
|      | Argento  | Kitzzz                      | Kitzmann Bräu                                                | Erlangen, Germania                 |
|      | Bronzo   | Maxlrainer Lagerbier        | Schlossbrauerei Maxlrain                                     | Maxlrain, Germania                 |
| 2006 | Oro      | Aktien Hell                 | Aktienbrauerei Kaufbeuren                                    | Kaufbeuren, Germania               |
|      | Argento  | Unterbaarer Hell            | Schlossbrauerei Unterbaar Albrecht Freiherr Groß von Trockau | Baar, Germania                     |
|      | Bronzo   | Kaiser Original             | Kaiser-Brauerei Geislingen an der Steige W. Kumpf            | Geislingen an der Steige, Germania |
| 2007 | Oro      | Steiner Chiemgau Hell       | Schlossbrauerei Stein Wiskott                                | Stein an der Traun, Germania       |
|      | Argento  | Riegele Feines Urhell       | Brauhaus Riegele                                             | Augusta, Germania                  |
|      | Bronzo   | Kitzmann Helles             | Kitzmann Bräu                                                | Erlangen, Germania                 |
| 2008 | Oro      | Steiner Chiemgau Hell       | Schlossbrauerei Stein Wiskott                                | Stein an der Traun, Germania       |
|      | Argento  | Riegele Feines Urhell       | Brauhaus Riegele                                             | Augusta, Germania                  |
|      | Bronzo   | Müllerbräu Altbayrisch Hell | Müllerbräu                                                   | Pfaffenhofen an der Ilm, Germania  |
| 2009 | Oro      | Urtyp Hell                  | Bayerische Löwenbrauerei Franz Stockbauer                    | Passavia, Germania                 |
|      | Argento  | Autenrieder Urtyp Hell      | Schlossbrauerei Autenried                                    | Ichenhausen, Germania              |
|      | Bronzo   | Maes Pils                   | Alken-Maes                                                   | Waarloos, Belgio                   |
| 2010 | Oro      | Urtyp Hell                  | Bayerische Löwenbrauerei Franz Stockbauer                    | Passavia, Germania                 |
|      | Argento  | Hirter Märzen               | Brauerei Hirt                                                | Micheldorf, Austria                |
|      | Bronzo   | Riegele Feines Urhell       | Brauhaus Riegele                                             | Augusta, Germania                  |
| 2011 | Oro      | Schönramer Hell             | Brauerei Schönram                                            | Petting, Germania                  |
|      | Argento  | Urfass                      | Arcobräu                                                     | Moos, Germania                     |
|      | Bronzo   | Spital Helles               | Spitalbrauerei Regensburg                                    | Ratisbona, Germania                |
| 2012 | Oro      | Taufkirchner Hell           | Guts-, und Brauereigenossenschaft Taufkirchen                | Taufkirchen (Vils), Germania       |
|      | Argento  | Hofmann "Helles-Landbier"   | Privatbrauerei Hofmann                                       | Pahres, Germania                   |
|      | Bronzo   | Müllerbräu Altbayrisch Hell | Müllerbräu                                                   | Pfaffenhofen an der Ilm, Germania  |

### Birra acida in stile belga
Nell'edizione del 2011 la categoria si chiamava lambic gueuze in stile belga.
| Anno | Medaglia | Birra                        | Birrificio                           | Città                     |
| ---- | -------- | ---------------------------- | ------------------------------------ | ------------------------- |
| 2011 | Oro      | Beersel Morning              | Birrificio del Ducato                | Roncole Verdi, Italia     |
|      | Argento  | L'Enfant Terrible            | Brouwerij De Dochter van de Korenaar | Baarle-Hertog, Belgio     |
|      | Bronzo   | Sourhorn                     | Hornbeer                             | Kirke Hyllinge, Danimarca |
| 2012 | Oro      | Samuel Adams Stony Brook Red | Boston Beer Company                  | Boston, USA               |
|      | Argento  | Petrus Aged Pale             | Bavik                                | Bavikhove, Belgio         |
|      | Bronzo   | Beersel Morning              | Birrificio del Ducato                | Roncole Verdi, Italia     |

### Birra acida alla frutta in stile belga
Nell'edizione del 2011 la categoria si chiamava lambic alla frutta in stile belga.
| Anno | Medaglia | Birra              | Birrificio                | Città                     |
| ---- | -------- | ------------------ | ------------------------- | ------------------------- |
| 2011 | Oro      | The Dissident      | Deschutes Brewery         | Bend, USA                 |
|      | Argento  | Hornbeer Framboise | Hornbeer                  | Kirke Hyllinge, Danimarca |
|      | Bronzo   | Luna Rossa         | Birrificio del Ducato     | Roncole Verdi, Italia     |
| 2012 | Oro      | Caractere Rouge    | Palm Breweries            | Steenhuffel, USA          |
|      | Argento  | Friek              | Odell's Brewing Company   | Fort Collins, USA         |
|      | Bronzo   | BRQ SC #3          | Nuovo Birrificio Italiano | Lurago Marinone, Italia   |

### Leichtbier in stile tedesco
Fino all'edizione 2009 questa categoria si chiamava lager leggera in stile europeo.
| Anno | Medaglia | Birra                                       | Birrificio                              | Città                        |
| ---- | -------- | ------------------------------------------- | --------------------------------------- | ---------------------------- |
| 2004 | Oro      | Autenrieder Schlossbräu Leicht              | Schlossbrauerei Autenried               | Ichenhausen, Germania        |
|      | Argento  | Distelhäuser Leichtes                       | Distelhäuser Brauerei Ernst Bauer       | Tauberbischofsheim, Germania |
|      | Bronzo   | ZwoAcht                                     | Brauerei Falken                         | Sciaffusa, Svizzera          |
| 2005 | Oro      | Autenrieder Schlossbräu Leicht              | Schlossbrauerei Autenried               | Ichenhausen, Germania        |
|      | Argento  | Maxlrainer Erntebier                        | Schlossbrauerei Maxlrain                | Maxlrain, Germania           |
|      | Bronzo   | Waldhaus Light Line                         | Privatbrauerei Waldhaus Joh. Schmid     | Weilheim, Germania           |
| 2006 | Oro      | Distelhäuser Leichtes                       | Distelhäuser Brauerei Ernst Bauer       | Tauberbischofsheim, Germania |
|      | Argento  | Autenrieder Schlossbräu Leicht              | Schlossbrauerei Autenried               | Ichenhausen, Germania        |
|      | Bronzo   | Windhoek Light                              | Namibia Breweries                       | Windhoek, Namibia            |
| 2007 | Oro      | Hallerndorfer Leichtes Landbier             | Brauerei Rittmayer                      | Hallerndorf, Germania        |
|      | Argento  | Autenrieder Schlossbräu Leicht              | Schlossbrauerei Autenried               | Ichenhausen, Germania        |
|      | Bronzo   | Kristall Leicht                             | Stiftsbrauerei Schlägl                  | Schlägl, Austria             |
| 2008 | Oro      | Autenrieder Schlossbräu Leicht - Schankbier | Schlossbrauerei Autenried               | Ichenhausen, Germania        |
|      | Argento  | Surtaler Leichter Typ                       | Brauerei Schönram                       | Petting, Germania            |
|      | Bronzo   | Recken Light                                | Schlossbrauerei Reckendorf Georg Dirauf | Reckendorf, Germania         |
| 2009 | Oro      | Surtaler Leichter Typ                       | Brauerei Schönram                       | Petting, Germania            |
|      | Argento  | Waldhaus Light Line                         | Privatbrauerei Waldhaus Joh. Schmid     | Weilheim, Germania           |
|      | Bronzo   | Schwarzbräu Light & Fit                     | Schwarzbräu                             | Zusmarshausen, Germania      |
| 2010 | Oro      | Surtaler Leicht                             | Brauerei Schönram                       | Petting, Germania            |
|      | Argento  | Autenrieder Schlossbräu Leicht              | Schlossbrauerei Autenried               | Ichenhausen, Germania        |
|      | Bronzo   | Nalchiksky                                  | OAO Halvichny zavod "Nalchikski"        | Nal'čik, Russia              |
| 2011 | Oro      | Nalchiksky                                  | OAO Halvichny zavod "Nalchikski"        | Nal'čik, Russia              |
|      | Argento  | Autenrieder Schlossbräu Leicht              | Schlossbrauerei Autenried               | Ichenhausen, Germania        |
|      | Bronzo   | Aktien Leichtes Hell                        | Aktienbrauerei Kaufbeuren               | Kaufbeuren, Germania         |
| 2012 | Oro      | Schwarzbräu Light & Fit                     | Schwarzbräu                             | Zusmarshausen, Germania      |
|      | Argento  | Windhoek Light                              | Namibia Breweries                       | Windhoek, Namibia            |
|      | Bronzo   | Greif Leichtbier                            | Brauerei Josef Greif                    | Forchheim, Germania          |

### Leichtes Weizen in stile della bassa Germania
Fino all'edizione del 2005 la categoria si è chiamata semplicemente Leichtes Weizen, (birra di frumento leggera).
| Anno | Medaglia | Birra                                 | Birrificio                                                   | Città                             |
| ---- | -------- | ------------------------------------- | ------------------------------------------------------------ | --------------------------------- |
| 2004 | Oro      | Unertl Leichtes Weizen                | Weißbräu Unertl                                              | Mühldorf a.Inn, Germania          |
|      | Argento  | Hirsch Sport Weizen                   | Hirsch-Brauerei Honer                                        | Wurmlingen, Germania              |
|      | Bronzo   | Wieninger Feder-Weizen                | Privatbrauerei M. C. Wieninger                               | Teisendorf, Germania              |
| 2005 | Oro      | Graminger Leichtere Weisse            | Weißes Bräuhaus Karlmann Detter                              | Altötting, Germania               |
|      | Argento  | Prinzregent Luitpold Weissbier Leicht | König Ludwig Schlossbrauerei Kaltenberg                      | Fürstenfeldbruck, Germania        |
|      | Bronzo   | Unterbaarer Leichtes Weizen           | Schlossbrauerei Unterbaar Albrecht Freiherr Groß von Trockau | Baar, Germania                    |
| 2006 | Oro      | Graminger Leichtere Weisse            | Weißes Bräuhaus Karlmann Detter                              | Altötting, Germania               |
|      | Argento  | Hirsch Sport Weizen                   | Hirsch-Brauerei Honer                                        | Wurmlingen, Germania              |
|      | Bronzo   | Hofmühl Weissbier leicht              | Privatbrauerei Hofmühl                                       | Eichstätt, Germania               |
| 2007 | Oro      | Hirsch Sport Weizen                   | Hirsch-Brauerei Honer                                        | Wurmlingen, Germania              |
|      | Argento  | Leichte Bräu-Weisse                   | Brauerei Aying                                               | Aying, Germania                   |
|      | Bronzo   | Hofmühl Weissbier leicht              | Privatbrauerei Hofmühl                                       | Eichstätt, Germania               |
| 2008 | Oro      | Hirsch Sport Weizen                   | Hirsch-Brauerei Honer                                        | Wurmlingen, Germania              |
|      | Argento  | Unertl Leichtes Weizen                | Weißbräu Unertl                                              | Mühldorf a.Inn, Germania          |
|      | Bronzo   | Kitzmann Leichtes Weißbier            | Kitzmann Bräu                                                | Erlangen, Germania                |
| 2009 | Oro      | Hirsch Sport Weizen                   | Hirsch-Brauerei Honer                                        | Wurmlingen, Germania              |
|      | Argento  | Hofmühl Weissbier leicht              | Privatbrauerei Hofmühl                                       | Eichstätt, Germania               |
|      | Bronzo   | DIE WEISSE „2.9“                      | DIE WEISSE Brauerei                                          | Salisburgo, Austria               |
| 2010 | Oro      | Hirsch Sport Weizen                   | Hirsch-Brauerei Honer                                        | Wurmlingen, Germania              |
|      | Argento  | Müller Weißbier Leicht                | Müllerbräu                                                   | Pfaffenhofen an der Ilm, Germania |
|      | Bronzo   | Hofmühl Weissbier leicht              | Privatbrauerei Hofmühl                                       | Eichstätt, Germania               |
| 2011 | Oro      | Hirsch Sport Weisse                   | Hirsch-Brauerei Honer                                        | Wurmlingen, Germania              |
|      | Argento  | Hofmühl Weissbier Leicht              | Privatbrauerei Hofmühl                                       | Eichstätt, Germania               |
|      | Bronzo   | Müllerbräu Weißbier Leicht            | Müllerbräu                                                   | Pfaffenhofen an der Ilm, Germania |
| 2012 | Oro      | Müllerbräu Weißbier Leicht            | Müllerbräu                                                   | Pfaffenhofen an der Ilm, Germania |
|      | Argento  | Hofmühl Weissbier Leicht              | Privatbrauerei Hofmühl                                       | Eichstätt, Germania               |
|      | Bronzo   | Hirsch Sport Weisse                   | Hirsch-Brauerei Honer                                        | Wurmlingen, Germania              |

### Märzen in stile tedesco
Dall'edizione 2007 a quella del 2009 la categoria si è chiamata Märzen in stile bavarese.
| Anno | Medaglia | Birra                          | Birrificio                                    | Città                        |
| ---- | -------- | ------------------------------ | --------------------------------------------- | ---------------------------- |
| 2004 | Oro      | Ur-Saalfelder                  | Bürgerliches Brauhaus Saalfeld                | Saalfeld, Germania           |
|      | Argento  | Hoepfner Jubelbier             | Privatbrauerei Hoepfner                       | Karlsruhe, Germania          |
|      | Bronzo   | Schaumburger Landbier          | Schaumburger Privatbrauerei                   | Stadthagen, Germania         |
| 2005 | Oro      | Samuel Adams Octoberfest       | Boston Beer Company                           | Boston, USA                  |
|      | Argento  | Legenda 1865                   | Aldaris Brewery                               | Riga, Lettonia               |
|      | Bronzo   | Hoepfner Jubelbier             | Privatbrauerei Hoepfner                       | Karlsruhe, Germania          |
| 2006 | Oro      | Ur-Saalfelder                  | Bürgerliches Brauhaus Saalfeld                | Saalfeld, Germania           |
|      | Argento  | Hofmühl Meistergold            | Privatbrauerei Hofmühl                        | Eichstätt, Germania          |
|      | Bronzo   | Goss Märzen                    | Brauerei Goss                                 | Deuerling, Germania          |
| 2007 | Oro      | Harpoon Octoberfest            | Harpoon Brewery                               | Boston, USA                  |
|      | Argento  | Eslarner Festbier              | Privatbrauerei Bauriedl                       | Eslarn, Germania             |
|      | Bronzo   | Goss Märzen                    | Brauerei Goss                                 | Deuerling, Germania          |
| 2008 | Oro      | Ur-Saalfelder                  | Bürgerliches Brauhaus Saalfeld                | Saalfeld, Germania           |
|      | Argento  | Aloisius                       | Biermanufaktur Engel                          | Crailsheim, Germania         |
|      | Bronzo   | Oaktoberfest                   | Firestone Walker Brewery                      | Paso Robles, USA             |
| 2009 | Oro      | Goss Märzen                    | Brauerei Goss                                 | Deuerling, Germania          |
|      | Argento  | Lakefront Octoberfest          | Lakefront Brewing, Inc.                       | Milwaukee, USA               |
|      | Bronzo   | Samuel Adams Octoberfest       | Boston Beer Company                           | Boston, USA                  |
| 2010 | Oro      | Shiner Oktoberfest             | Spoetzl Brewery                               | Shiner, USA                  |
|      | Argento  | Coedo Kyara                    | Coedo Brewery Kyodoshoji Corporation          | Kawagoe, Giappone            |
|      | Bronzo   | Ur-Saalfelder                  | Bürgerliches Brauhaus Saalfeld                | Saalfeld, Germania           |
| 2011 | Oro      | Weltenburger Kloster Anno 1050 | Klosterbrauerei Weltenburg                    | Kelheim, Germania            |
|      | Argento  | Shiner Oktoberfest             | Spoetzl Brewery                               | Shiner, USA                  |
|      | Bronzo   | Ottenbräu Märzen               | Brauerei Ottenbräu                            | Abensberg, Germania          |
| 2012 | Oro      | Ur-Saalfelder                  | Bürgerliches Brauhaus Saalfeld                | Saalfeld, Germania           |
|      | Argento  | Hofmühl Märzen Gold            | Privatbrauerei Hofmühl                        | Eichstätt, Germania          |
|      | Bronzo   | Taufkirchner Fest-Märzen       | Guts-, und Brauereigenossenschaft Taufkirchen | Taufkirchen (Vils), Germania |

### Pilsner in stile boemo

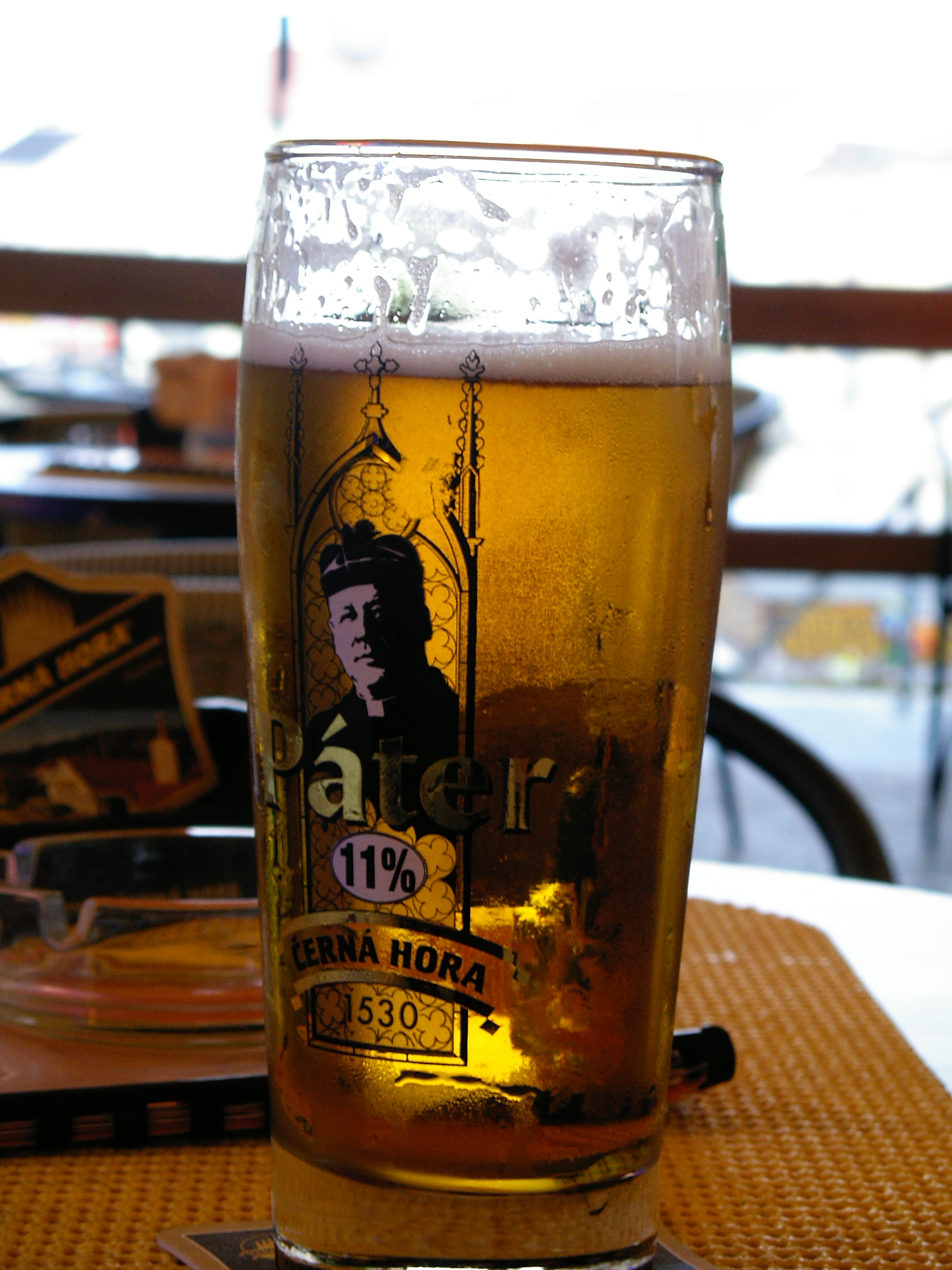
Páter, medaglia d'argento nel 2005

| Anno | Medaglia | Birra                          | Birrificio                              | Città                           |
| ---- | -------- | ------------------------------ | --------------------------------------- | ------------------------------- |
| 2004 | Oro      | Zubr Premium                   | Pivovar ZUBR A.s.                       | Přerov, Repubblica Ceca         |
|      | Argento  | Janàcek PATRIOT                | Pivovar Janàcek                         | Uherský Brod, Repubblica Ceca   |
|      | Bronzo   | Prima Pils                     | Victory Brewing Company                 | Downingtown, USA                |
| 2005 | Oro      | Zubr Premium                   | Pivovar ZUBR A.s.                       | Přerov, Repubblica Ceca         |
|      | Argento  | Páter                          | Pivovar Černá Hora                      | Černá Hora, Repubblica Ceca     |
|      | Bronzo   | Samuel Adams Boston Lager      | Boston Beer Company                     | Boston, USA                     |
| 2006 | Oro      | Konrad hell                    | Pivovar Hols                            | Liberec, Repubblica Ceca        |
|      | Argento  | Radegast Premium               | Plzensky Prazdroj a.s. Pivovar Radegast | Nošovice, Repubblica Ceca       |
|      | Bronzo   | Litovel Premium                | Pivovar Litovel                         | Litovel, Repubblica Ceca        |
| 2007 | Oro      | PETR VOK                       | Pivovar Eggenberg a.s. Cesky Krumlov    | Český Krumlov, Repubblica Ceca  |
|      | Argento  | Prima Pils                     | Victory Brewing Company                 | Downingtown, USA                |
|      | Bronzo   | Holba Premium                  | Pivovar Holba a.s.                      | Hanušovice, Repubblica Ceca     |
| 2008 | Oro      | Primátor Premium               | Pivovar Náchod                          | Náchod, Repubblica Ceca         |
|      | Argento  | Holba Premium                  | Pivovar Holba a.s.                      | Hanušovice, Repubblica Ceca     |
|      | Bronzo   | Zubr Premium                   | Pivovar ZUBR A.s.                       | Přerov, Repubblica Ceca         |
| 2009 | Oro      | Holba Premium                  | Pivovar Holba a.s.                      | Hanušovice, Repubblica Ceca     |
|      | Argento  | Lakefront Klisch Pilsner       | Lakefront Brewing, Inc.                 | Milwaukee, USA                  |
|      | Bronzo   | Pils                           | Lagunitas Brewing Co.                   | Petaluma, USA                   |
| 2010 | Oro      | Zubr Premium                   | Pivovar ZUBR A.s.                       | Přerov, Repubblica Ceca         |
|      | Argento  | Shiner 101                     | Spoetzl Brewery                         | Shiner, USA                     |
|      | Bronzo   | Primátor Premium               | Pivovar Náchod                          | Náchod, Repubblica Ceca         |
| 2011 | Oro      | Zhiguli                        | Moscow Brewing Company                  | Mytišči, Russia                 |
|      | Argento  | Radegast Premium               | Plzensky Prazdroj a.s. Pivovar Radegast | Nošovice, Repubblica Ceca       |
|      | Bronzo   | Litovel Premium                | Pivovar Litovel                         | Litovel, Repubblica Ceca        |
| 2012 | Oro      | Rebel Original Premium         | Měšťanský pivovar Havlíčkův Brod        | Havlíčkův Brod, Repubblica Ceca |
|      | Argento  | Urpiner Premium 12° pale lager | Banskobystrický pivovar                 | Banská Bystrica, Slovacchia     |
|      | Bronzo   | Mama's Little Yella Pils       | Oskar Blues Brewery                     | Longmont, USA                   |

### Pilsner in stile tedesco
| Anno | Medaglia | Birra                         | Birrificio                                  | Città                        |
| ---- | -------- | ----------------------------- | ------------------------------------------- | ---------------------------- |
| 2004 | Oro      | Trumer Pils                   | Trumer Privatbrauerei Josef Sigl            | Obertrum am See, Austria     |
|      | Argento  | Leikeim Premium               | Brauhaus Altenkunstadt                      | Altenkunstadt, Germania      |
|      | Bronzo   | Hoepfner Pilsner              | Privatbrauerei Hoepfner                     | Karlsruhe, Germania          |
| 2005 | Oro      | Premium Pilsener              | Privatbrauerei Bischoff                     | Winnweiler, Germania         |
|      | Argento  | Westheimer Premium Pilsener   | Gräflich zu Stolberg`sche Brauerei Westheim | Marsberg, Germania           |
|      | Bronzo   | Unser Bestes                  | Palmbräu Zorn Söhne                         | Eppingen, Germania           |
| 2006 | Oro      | Trumer Pils                   | Trumer Privatbrauerei Josef Sigl            | Obertrum am See, Austria     |
|      | Argento  | Distelhäuser Premium Pils     | Distelhäuser Brauerei Ernst Bauer           | Tauberbischofsheim, Germania |
|      | Bronzo   | Waldhaus Diplom-Pils          | Privatbrauerei Waldhaus Joh. Schmid         | Weilheim, Germania           |
| 2007 | Oro      | Ulmer Pilsener                | Familienbrauerei Bauhöfer                   | Renchen, Germania            |
|      | Argento  | Hessisches Löwenbier Pilsener | Hessische Löwenbier Brauerei                | Baunatal, Germania           |
|      | Bronzo   | Waldhaus Diplom-Pils          | Privatbrauerei Waldhaus Joh. Schmid         | Weilheim, Germania           |
| 2008 | Oro      | Trumer Pils                   | Trumer Privatbrauerei Josef Sigl            | Obertrum am See, Austria     |
|      | Argento  | Distelhäuser Premium Pils     | Distelhäuser Brauerei Ernst Bauer           | Tauberbischofsheim, Germania |
|      | Bronzo   | Waldhaus Diplom-Pils          | Privatbrauerei Waldhaus Joh. Schmid         | Weilheim, Germania           |
| 2009 | Oro      | Schönramer Pils               | Brauerei Schönram                           | Petting, Germania            |
|      | Argento  | Wieninger Ruperti Pils        | Privatbrauerei M. C. Wieninger              | Teisendorf, Germania         |
|      | Bronzo   | Trumer Pils                   | Trumer Privatbrauerei Josef Sigl            | Obertrum am See, Austria     |
| 2010 | Oro      | Augsburger Herren Pils        | Brauhaus Riegele                            | Augusta, Germania            |
|      | Argento  | Schönramer Pils               | Brauerei Schönram                           | Petting, Germania            |
|      | Bronzo   | Premium Pils                  | Herrnbräu                                   | Ingolstadt, Germania         |
| 2011 | Oro      | Hofmann Hopfengold            | Privatbrauerei Hofmann                      | Pahres, Germania             |
|      | Argento  | Augsburger Herren Pils        | Brauhaus Riegele                            | Augusta, Germania            |
|      | Bronzo   | Schönramer Pils               | Brauerei Schönram                           | Petting, Germania            |
| 2012 | Oro      | Trumer Pils                   | Trumer Privatbrauerei Josef Sigl            | Obertrum am See, Austria     |
|      | Argento  | Autenrieder Pilsner           | Schlossbrauerei Autenried                   | Ichenhausen, Germania        |
|      | Bronzo   | Weltenburger Kloster Pils     | Klosterbrauerei Weltenburg                  | Kelheim, Germania            |

### Porter in stile baltico
| Anno | Medaglia | Birra                     | Birrificio               | Città             |
| ---- | -------- | ------------------------- | ------------------------ | ----------------- |
| 2012 | Oro      | Porter Warminski          | Browar Kormoran          | Olsztyn, Polonia  |
|      | Argento  | Porter                    | Founders Brewing Company | Grand Rapids, USA |
|      | Bronzo   | Northstar Imperial Porter | Twisted Pine Brewing     | Boulder, USA      |

### Porter in stile inglese
| Anno | Medaglia | Birra                  | Birrificio           | Città                  |
| ---- | -------- | ---------------------- | -------------------- | ---------------------- |
| 2012 | Oro      | Tavern Porter          | Thwaites Brewery     | Blackburn, Regno Unito |
|      | Argento  | 2 Cilindri             | Birrificio del Forte | Pietrasanta, Italia    |
|      | Bronzo   | Pacific Pioneer Porter | Sudwerk              | Pfäffikon, Svizzera    |

### Schwarzbier in stile boemo
| Anno | Medaglia | Birra                              | Birrificio                               | Città                           |
| ---- | -------- | ---------------------------------- | ---------------------------------------- | ------------------------------- |
| 2005 | Oro      | Heban                              | Browary Warmińsko-Mazurskie "Jurand"     | Olsztyn, Polonia                |
|      | Argento  | Granát                             | Pivovar Černá Hora                       | Černá Hora, Repubblica Ceca     |
|      | Bronzo   | Velkopopovicky Kozel Vycepni Tmave | Plzeňský Prazdroj Pivovar Velké Popovice | Velké Popovice, Repubblica Ceca |
| 2006 | Oro      | Primátor Premium Dark              | Pivovar Náchod                           | Náchod, Repubblica Ceca         |
|      | Argento  | Konrad dunkel                      | Pivovar Hols                             | Liberec, Repubblica Ceca        |
|      | Bronzo   | Granát                             | Pivovar Černá Hora                       | Černá Hora, Repubblica Ceca     |
| 2007 | Oro      | Primátor Premium Dark              | Pivovar Náchod                           | Náchod, Repubblica Ceca         |
|      | Argento  | Granát                             | Pivovar Černá Hora                       | Černá Hora, Repubblica Ceca     |
|      | Bronzo   | Chodovar Zamecky Cerne             | Familienbrauerei Chodovar                | Chodová Planá, Repubblica Ceca  |
| 2008 | Oro      | Havran                             | Jihomoravske pivovary                    | Vyškov, Repubblica Ceca         |
|      | Argento  | Granát                             | Pivovar Černá Hora                       | Černá Hora, Repubblica Ceca     |
|      | Bronzo   | Chodovar Zamecky Cerne             | Familienbrauerei Chodovar                | Chodová Planá, Repubblica Ceca  |
| 2009 | Oro      | Havran                             | Jihomoravske pivovary                    | Vyškov, Repubblica Ceca         |
|      | Argento  | La Nera Schwarzbier                | Rienzbräu                                | Brunico, Italia                 |
|      | Bronzo   | Rebel černý                        | Měšťanský pivovar Havlíčkův Brod         | Havlíčkův Brod, Repubblica Ceca |
| 2010 | Oro      | Litovel Schwarzbier Premium        | Pivovar Litovel                          | Litovel, Repubblica Ceca        |
|      | Argento  | Konrad 11°Schwarzbier              | Pivovar Hols                             | Liberec, Repubblica Ceca        |
|      | Bronzo   | Malta Cusqueña                     | Backus y Johnston                        | Lima, Perù                      |
| 2011 | Oro      | Coedo Shikkoku                     | Coedo Brewery Kyodoshoji Corporation     | Kawagoe, Giappone               |
|      | Argento  | Primátor Premium Dark              | Pivovar Náchod                           | Náchod, Repubblica Ceca         |
|      | Bronzo   | Shiner Black Lager                 | Spoetzl Brewery                          | Shiner, USA                     |
| 2012 | Oro      | Shiner Bohemian Black Lager        | Spoetzl Brewery                          | Shiner, USA                     |
|      | Argento  | Baba                               | Uinta Brewing Company                    | Salt Lake City, USA             |
|      | Bronzo   | Dark Lager                         | Warabiza                                 | Senboku, Giappone               |

### Schwarzbier in stile tedesco
| Anno | Medaglia | Birra                        | Birrificio                                      | Città                             |
| ---- | -------- | ---------------------------- | ----------------------------------------------- | --------------------------------- |
| 2004 | Oro      | Kellerberg Schwarzbier       | Peniger Spezialitäten Brauerei                  | Penig, Germania                   |
|      | Argento  | Bosch Porter                 | Privatbrauerei Bosch                            | Bad Laasphe, Germania             |
|      | Bronzo   | Schwarzbier-Lava             | Privatbrauerei Metzler                          | Dingsleben, Germania              |
| 2005 | Oro      | Kellerberg Schwarzbier       | Peniger Spezialitäten Brauerei                  | Penig, Germania                   |
|      | Argento  | Bosch Porter                 | Privatbrauerei Bosch                            | Bad Laasphe, Germania             |
|      | Bronzo   | Gottsmannsgrüner Das Scharze | Gottsmannsgrüner von Koch`sche Familienbrauerei | Berg, Germania                    |
| 2006 | Oro      | Samuel Adams Black Lager     | Boston Beer Company                             | Boston, USA                       |
|      | Argento  | Gottsmannsgrüner Das Scharze | Gottsmannsgrüner von Koch`sche Familienbrauerei | Berg, Germania                    |
|      | Bronzo   | Schwarze Rose                | Rosenbrauerei Pößneck                           | Pößneck, Germania                 |
| 2007 | Oro      | Bosch Porter                 | Privatbrauerei Bosch                            | Bad Laasphe, Germania             |
|      | Argento  | Samuel Adams Black Lager     | Boston Beer Company                             | Boston, USA                       |
|      | Bronzo   | Eisenbahn Dunkel             | Cervejaria Sudbrack                             | Blumenau, Brasile                 |
| 2008 | Oro      | Dark Horse                   | Ørbæk Bryggeri                                  | Ørbæk, Danimarca                  |
|      | Argento  | Stöttner Schwarzer Pfaff     | Privatbrauerei Stöttner                         | Mallersdorf-Pfaffenberg, Germania |
|      | Bronzo   | Eisenbahn Dunkel             | Cervejaria Sudbrack                             | Blumenau, Brasile                 |
| 2009 | Oro      | Eisenbahn Dunkel             | Cervejaria Sudbrack                             | Blumenau, Brasile                 |
|      | Argento  | Magisterbräu Schwarzbier     | Fiedler-Bräu Erzgebirgsbier                     | Oberscheibe, Germania             |
|      | Bronzo   | Saranac Black Forest         | Matt Brewing Company                            | Utica, USA                        |
| 2010 | Oro      | Störtebeker Schwarzbier      | Stralsunder Brauerei                            | Stralsund, Germania               |
|      | Argento  | Hirter Morchl                | Brauerei Hirt                                   | Micheldorf, Austria               |
|      | Bronzo   | Miner Mishap                 | Choc Beer Company                               | Krebs, USA                        |
| 2011 | Oro      | Störtebeker Schwarzbier      | Stralsunder Brauerei                            | Stralsund, Germania               |
|      | Argento  | Moritz Fiege Schwarzbier     | Privatbrauerei Moritz Fiege                     | Bochum, Germania                  |
|      | Bronzo   | Ursus Black                  | Ursus Breweries                                 | Buzău, Romania                    |
| 2012 | Oro      | Samuel Adams Black Lager     | Boston Beer Company                             | Boston, USA                       |
|      | Argento  | Bamberg Schwarzbier          | Cervejaria Bamberg                              | Votorantim, Brasile               |
|      | Bronzo   | Bier Hoff Nigra              | Bier Hoff Microcervejaria                       | Curitiba, Brasile                 |

### Sweet Stout
O anche cream stout.
| Anno | Medaglia | Birra                      | Birrificio                      | Città                   |
| ---- | -------- | -------------------------- | ------------------------------- | ----------------------- |
| 2007 | Oro      | Samuel Adams Cream Stout   | Boston Beer Company             | Boston, USA             |
|      | Argento  | Milk Stout                 | Left Hand Brewing Company       | Longmont, USA           |
|      | Bronzo   | Redoak Oatmeal Stout       | Redoak Brewery                  | Sydney, Australia       |
| 2008 | Oro      | Milk Stout                 | Left Hand Brewing Company       | Longmont, USA           |
|      | Argento  | Kross Stout                | Southern Brewing Company        | Santiago del Cile, Cile |
|      | Bronzo   | Samuel Adams Cream Stout   | Boston Beer Company             | Boston, USA             |
| 2009 | Oro      | Milk Stout                 | Left Hand Brewing Company       | Longmont, USA           |
|      | Argento  | Aldaris Porteris           | JSC Aldaris                     | Riga, Lettonia          |
|      | Bronzo   | Samuel Adams Cream Stout   | Boston Beer Company             | Boston, USA             |
| 2010 | Oro      | Sort Hvede                 | Indslev Bryggeri                | Nørre Aaby, Danimarca   |
|      | Argento  | Sally Brown                | Birrificio del Ducato           | Roncole Verdi, Italia   |
|      | Bronzo   | Ursus Black                | Ursus Breweries                 | Cluj-Napoca, Romania    |
| 2011 | Oro      | Sally Brown                | Birrificio del Ducato           | Roncole Verdi, Italia   |
|      | Argento  | Alaskan Oatmeal Stout      | Alaskan Brewing Company         | Juneau, USA             |
|      | Bronzo   | Kross Stout                | Southern Brewing Company        | Santiago del Cile, Cile |
| 2012 | Oro      | Milk Stout                 | Left Hand Brewing Company       | Longmont, USA           |
|      | Argento  | Samuel Adams Cream Stout   | Boston Beer Company             | Boston, USA             |
|      | Bronzo   | Barney Flats Oatmeal Stout | Anderson Valley Brewing Company | Boonville, USA          |

### Weizenbock chiara in stile della bassa Germania
| Anno | Medaglia | Birra                          | Birrificio                                   | Città                      |
| ---- | -------- | ------------------------------ | -------------------------------------------- | -------------------------- |
| 2007 | Oro      | Kitzmann Weißbierbock          | Kitzmann Bräu                                | Erlangen, Germania         |
|      | Argento  | Prinzregent Luitpld Weizenbock | König Ludwig Schlossbrauerei Kaltenberg      | Fürstenfeldbruck, Germania |
| 2008 | Oro      | Drei Kronen Weizenbock         | Drei Kronen                                  | Scheßlitz, Germania        |
| 2009 | Oro      | Drei Kronen Weizenbock         | Drei Kronen                                  | Scheßlitz, Germania        |
|      | Argento  | Meine Hopfenweisse             | Private Weißbierbrauerei G. Schneider & Sohn | Kelheim, Germania          |
|      | Bronzo   | Kitzmann Weißbierbock          | Kitzmann Bräu                                | Erlangen, Germania         |
| 2010 | Oro      | Meinels Weizenbock             | Meinel-Bräu                                  | Hof, Germania              |
|      | Argento  | Drei Kronen Weizenbock         | Drei Kronen                                  | Scheßlitz, Germania        |
|      | Bronzo   | Edelweiss Gamsbock             | Brau Union Österreich                        | Linz, Austria              |
| 2011 | Oro      | Edelweiss Gamsbock             | Brau Union Österreich                        | Linz, Austria              |
|      | Argento  | Kloster Weißer Heller Bock     | Klosterbrauerei Baumburg                     | Baumburg, Germania         |
|      | Bronzo   | Rieder Weißbier Bock           | Brauerei Ried                                | Ried im Innkreis, Austria  |
| 2012 | Oro      | Edelweiss Gamsbock             | Brau Union Österreich                        | Linz, Austria              |
|      | Argento  | Ladenburger Weizenbock hell    | Brauerei Ladenburger                         | Neuler, Germania           |
|      | Bronzo   | Weizenbock                     | Felsenbräu Thalmannsfeld W. Gloßner          | Thalmannsfeld, Germania    |

### Weizenbock scura in stile della bassa Germania
| Anno | Medaglia | Birra                              | Birrificio                                   | Città                   |
| ---- | -------- | ---------------------------------- | -------------------------------------------- | ----------------------- |
| 2007 | Oro      | Aventinus Weizen Doppelbock        | Private Weißbierbrauerei G. Schneider & Sohn | Kelheim, Germania       |
|      | Argento  | Jura Weizen Bock                   | Brauerei Plank                               | Wiefelsdorf, Germania   |
|      | Bronzo   | Eisenbahn Weizenbock               | Cervejaria Sudbrack                          | Blumenau, Brasile       |
| 2008 | Oro      | Riegele Augustus Weizen Doppelbock | Brauhaus Riegele                             | Augusta, Germania       |
|      | Argento  | Autenrieder Weizenbock             | Schlossbrauerei Autenried                    | Ichenhausen, Germania   |
|      | Bronzo   | Aventinus Weizen Doppelbock        | Private Weißbierbrauerei G. Schneider & Sohn | Kelheim, Germania       |
| 2009 | Oro      | Riegele Augustus Weizen Doppelbock | Brauhaus Riegele                             | Augusta, Germania       |
|      | Argento  | Eisenbahn Weizenbock               | Cervejaria Sudbrack                          | Blumenau, Brasile       |
|      | Bronzo   | Schalchner Weisser Bock            | Weissbräu Schwendl                           | Tacherting, Germania    |
| 2010 | Oro      | TAP6 Unser Aventinus               | Private Weißbierbrauerei G. Schneider & Sohn | Kelheim, Germania       |
|      | Argento  | VùDù                               | Nuovo Birrificio Italiano                    | Lurago Marinone, Italia |
|      | Bronzo   | Günzburger Weizenbock              | Radbrauerei Gebr. Bucher                     | Günzburg, Germania      |
| 2011 | Oro      | TAP6 Unser Aventinus               | Private Weißbierbrauerei G. Schneider & Sohn | Kelheim, Germania       |
|      | Argento  | VùDù                               | Nuovo Birrificio Italiano                    | Lurago Marinone, Italia |
|      | Bronzo   | Schalchner Weisser Bock            | Weissbräu Schwendl                           | Tacherting, Germania    |
| 2012 | Oro      | Weizenbock                         | Herrnbräu                                    | Ingolstadt, Germania    |
|      | Argento  | Rosenheimer Weizenbock             | Auerbräu                                     | Rosenheim, Germania     |
|      | Bronzo   | Eisenbahn Weizenbock               | Cervejaria Sudbrack                          | Blumenau, Brasile       |

## Premi assegnati in passato

### Birra alla frutta
| Anno | Medaglia | Birra                     | Birrificio                  | Città                              |
| ---- | -------- | ------------------------- | --------------------------- | ---------------------------------- |
| 2004 | Oro      | Kriek Max                 | Brouwerij Bockor            | Bellegem, Belgio                   |
|      | Argento  | Cerry Beer                | Browar Kormoran             | Olsztyn, Polonia                   |
|      | Bronzo   | Banana Beer               | Browar Jabłonowo            | Wólka Kosowska, Polonia            |
| 2005 | Oro      | Banana Jack               | Meininger Privatbrauerei    | Meiningen, Germania                |
|      | Argento  | Ginger Beer               | Biere du Boxer              | Romanel-sur-Lausanne, Svizzera     |
| 2006 | Oro      | Samuel Adams Cherry Wheat | Boston Beer Company         | Boston, USA                        |
|      | Argento  | Pete's Strawberry Blonde  | Pete's Brewing Company      | San Antonio, USA                   |
|      | Bronzo   | Hofstettner Kürbisbier    | Brauerei Hofstetten Krammer | Sankt Martin im Mühlkreis, Austria |

### Birra prodotta con cereali alternativi
Premio suddiviso poi in due categorie diverse per le birre a bassa e ad alta fermentazione.
| Anno | Medaglia | Birra                          | Birrificio                     | Città                       |
| ---- | -------- | ------------------------------ | ------------------------------ | --------------------------- |
| 2005 | Oro      | Unertl Bio-Dinkel Weisse       | Weißbräu Unertl                | Mühldorf a.Inn, Germania    |
|      | Argento  | Emmer Bier                     | Dentleiner Forstbiere Haufbräu | Dentlein am Forst, Germania |
| 2006 | Oro      | Unertl Bio-Dinkel Weisse       | Weißbräu Unertl                | Mühldorf a.Inn, Germania    |
|      | Argento  | Rheintaler Culinarium Maisbier | Sonnenbräu                     | Rebstein, Svizzera          |
|      | Bronzo   | Emmer Bier                     | Dentleiner Forstbiere Haufbräu | Dentlein am Forst, Germania |

### Porter
Premio suddiviso poi in due categorie distinte, le porter in stile inglese e quelle in stile baltico.
| Anno | Medaglia | Birra                       | Birrificio                    | Città                   |
| ---- | -------- | --------------------------- | ----------------------------- | ----------------------- |
| 2004 | Oro      | Samuel Adams Holiday Porter | Boston Beer Company           | Boston, USA             |
|      | Argento  | Baltika N°6 Porter          | Baltika Brewery               | San Pietroburgo, Russia |
|      | Bronzo   | German Porter               | Schwerter Brauerei Wohlers    | Meißen, Germania        |
| 2005 | Oro      | Black Butte Porter          | Deschutes Brewery             | Bend, USA               |
|      | Argento  | Baltika N°6 Porter          | Baltika Brewery               | San Pietroburgo, Russia |
|      | Bronzo   | German Porter               | Schwerter Brauerei Wohlers    | Meißen, Germania        |
| 2006 | Oro      | Samuel Adams Holiday Porter | Boston Beer Company           | Boston, USA             |
|      | Argento  | Baltika N°6 Porter          | Baltika Brewery               | San Pietroburgo, Russia |
|      | Bronzo   | Hoepfner Porter             | Privatbrauerei Hoepfner       | Karlsruhe, Germania     |
| 2007 | Oro      | Samuel Adams Holiday Porter | Boston Beer Company           | Boston, USA             |
|      | Argento  | Black Butte Porter          | Deschutes Brewery             | Bend, USA               |
|      | Bronzo   | Hoepfner Porter             | Privatbrauerei Hoepfner       | Karlsruhe, Germania     |
| 2008 | Oro      | Demoiselle                  | Cervejaria Colorado           | Ribeirão Preto, Brasile |
|      | Argento  | Gonzo Imperial Porter       | Flying Dog Brewery            | Frederick, USA          |
|      | Bronzo   | Dundee Porter               | High Falls Brewery            | Rochester, USA          |
| 2009 | Oro      | Baltika N°6 Porter          | Baltika Brewery               | San Pietroburgo, Russia |
|      | Argento  | Sixex                       | Joseph Holt                   | Manchester, Regno Unito |
|      | Bronzo   | Organic Porter              | Eel River Brewery             | Fortuna, USA            |
| 2010 | Oro      | Left Hand Black Jack Porter | Left Hand Brewing Company     | Longmont, USA           |
|      | Argento  | Black Butte Porter          | Deschutes Brewery             | Bend, USA               |
|      | Bronzo   | Sierra Nevada Porter        | Sierra Nevada Brewing Company | Chico, USA              |
| 2011 | Oro      | Black Butte Porter          | Deschutes Brewery             | Bend, USA               |
|      | Argento  | Sixex                       | Joseph Holt                   | Manchester, Regno Unito |
|      | Bronzo   | Samuel Adams Holiday Porter | Boston Beer Company           | Boston, USA             |

### Stout
Premio suddiviso poi nelle diverse categorie di stout.
| Anno | Medaglia | Birra                    | Birrificio          | Città                |
| ---- | -------- | ------------------------ | ------------------- | -------------------- |
| 2004 | Oro      | Samuel Adams Cream Stout | Boston Beer Company | Boston, USA          |
|      | Argento  | Ursus Black              | Ursus Breweries     | Cluj-Napoca, Romania |
| 2005 | Oro      | Obsidian Stout           | Deschutes Brewery   | Bend, USA            |
|      | Argento  | Samuel Adams Cream Stout | Boston Beer Company | Boston, USA          |
|      | Bronzo   | Ursus Black              | Ursus Breweries     | Cluj-Napoca, Romania |

### Weizenbock in stile della bassa Germania
A partire dall'edizione 2007 la categoria si è divisa fra weizenbock in stile della bassa Germania chiare e scure.
| Anno | Medaglia | Birra                      | Birrificio                                   | Città                   |
| ---- | -------- | -------------------------- | -------------------------------------------- | ----------------------- |
| 2004 | Oro      | Aventinus                  | Private Weißbierbrauerei G. Schneider & Sohn | Kelheim, Germania       |
|      | Argento  | Weizenbock                 | Felsenbräu Thalmannsfeld W. Gloßner          | Thalmannsfeld, Germania |
|      | Bronzo   | Autenrieder Weizenbock     | Schlossbrauerei Autenried                    | Ichenhausen, Germania   |
| 2005 | Oro      | Aventinus Weizendoppelbock | Private Weißbierbrauerei G. Schneider & Sohn | Kelheim, Germania       |
|      | Argento  | Autenrieder Weizenbock     | Schlossbrauerei Autenried                    | Ichenhausen, Germania   |
|      | Bronzo   | Kitzmann Weißbierbock      | Kitzmann Bräu                                | Erlangen, Germania      |
| 2006 | Oro      | Aventinus                  | Private Weißbierbrauerei G. Schneider & Sohn | Kelheim, Germania       |
|      | Argento  | Jura Weizen Bock           | Brauerei Plank                               | Wiefelsdorf, Germania   |
|      | Bronzo   | Autenrieder Weizenbock     | Schlossbrauerei Autenried                    | Ichenhausen, Germania   |